# Buffet (organo)
Il buffet d'organo è la struttura in legno nella quale sono contenute le canne e i somieri dell'organo.
Il buffet ha la funzione di nascondere e proteggere la parte interna dell'organo, ma svolge anche la funzione di dirigere e amplificarne il suono e di cassa di risonanza.

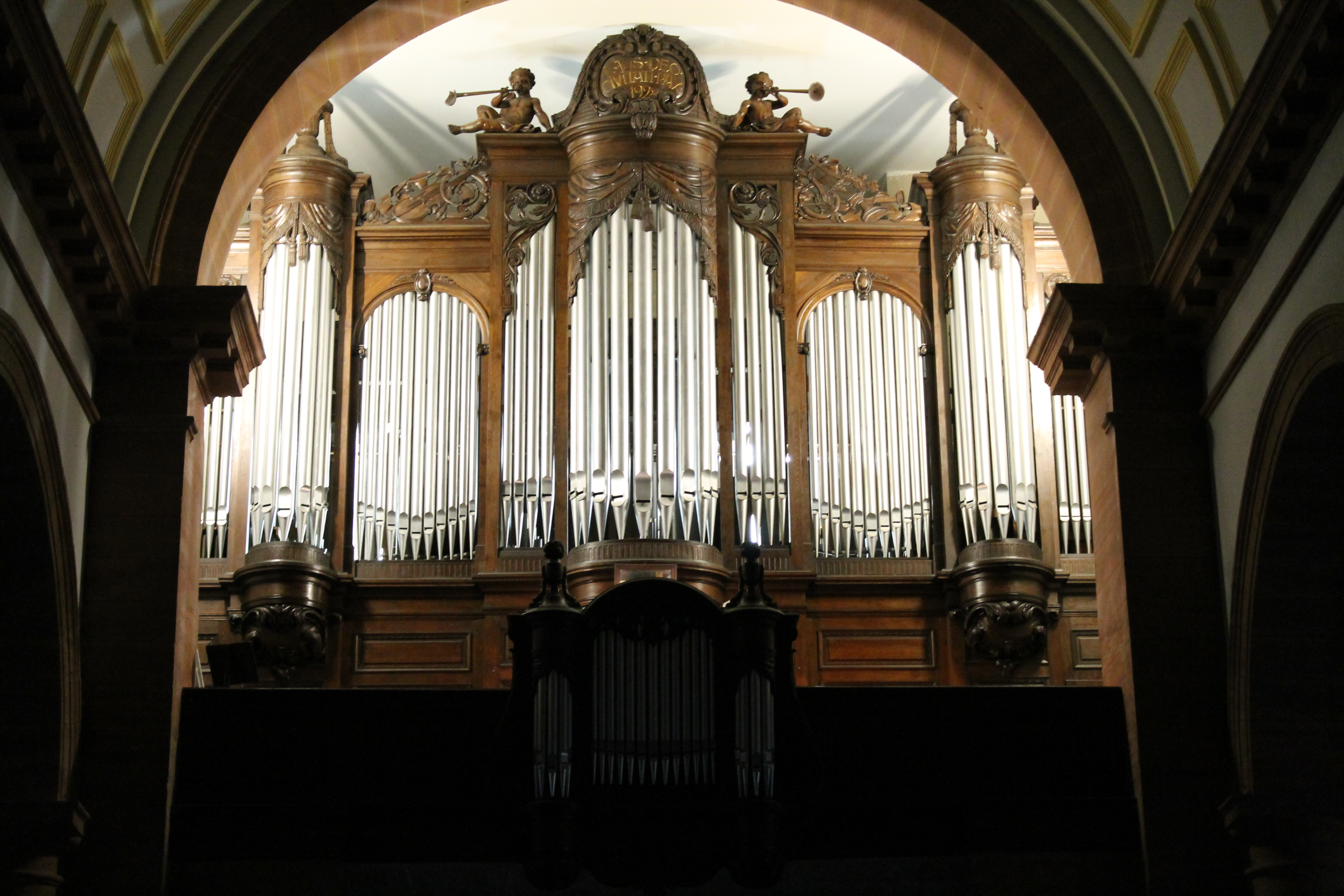
Buffet del grande organo della chiesa di San Luca di Raon L'Etape

Negli antichi strumenti è spesso un'opera d'ebanisteria molto elaborata, che testimonia lo stile della sua epoca e del luogo ove viene installato, alternando parti di falegnameria riccamente scolpite e spazi occupati dalle canne di facciata disposte in plate-faces o su delle torrette. Da allora, il buffet d'organo diviene un'opera completa; esso viene spesso progettato da un architetto.
Per vari motivi, storici, musicali ed estetici, molto spesso, salvo distruzioni o incendi, lo stesso buffet ha una durata di vita più lunga che la parte strumentale che contiene. Così lo stesso buffet poté attraversare i secoli e contenere molte composizioni, come una strumentazione barocca, poi classica, poi romantica, addirittura neoclassica. Così non stupisce il trovare un buon numero di strumenti che presentano dei buffet riccamente decorati, abbelliti da sculture talvolta monumentali, ma che contengono uno strumento anacronistico, privo di rapporti con l'estetica del buffet.
Nella fabbricazione moderna, il buffet è spesso abbastanza spoglio e va quasi talvolta a scomparire per qualche decennio, dal 1930 al 1960. La fine del secolo XX e l'inizio del XXI segnano un rinnovo nel modo di concepire il buffet d'organo. I progettisti di buffet d'organo gli danno forme che si adeguano alle tendenze dell'architettura moderna, ad esempio il buffet d'organo in forma di mano concepito da Detlef Kleuker nel 1978 per la chiesa di Nostra Signora delle Nevi dell'Alpe-d'Huez, o anche il buffet «esploso» disegnato dall'architetto Frank Gehry e costruito nel 2003 da Manuel Rosales e Glatter-Götz per l'organo della Walt Disney Concert Hall.
Questa nuova architettura moderna si trova anche nelle località più antiche, come l'organo futurista a forma di vascello spaziale progettato e costruito nel 2006 da Bruno Decaris per la Cattedrale di Notre-Dame a Évreux, costruita nell'XI secolo, o meglio ancora l'organo luminoso costruito nel 2011 dalla manifattura di organi Thomas per la Cattedrale dell'Immacolata Concezione di Monaco di Baviera, costruita nel 1875. Tuttavia vi sono ancora organi nuovi, costruiti nello stile d'epoca, come il nuovo organo Dominique Thomas per la chiesa di San Vincenzo a Ciboure.
Le dimensioni dei buffet sono così molto diverse da un organo all'altro.

## Evoluzione storica

### Antichità e Medioevo

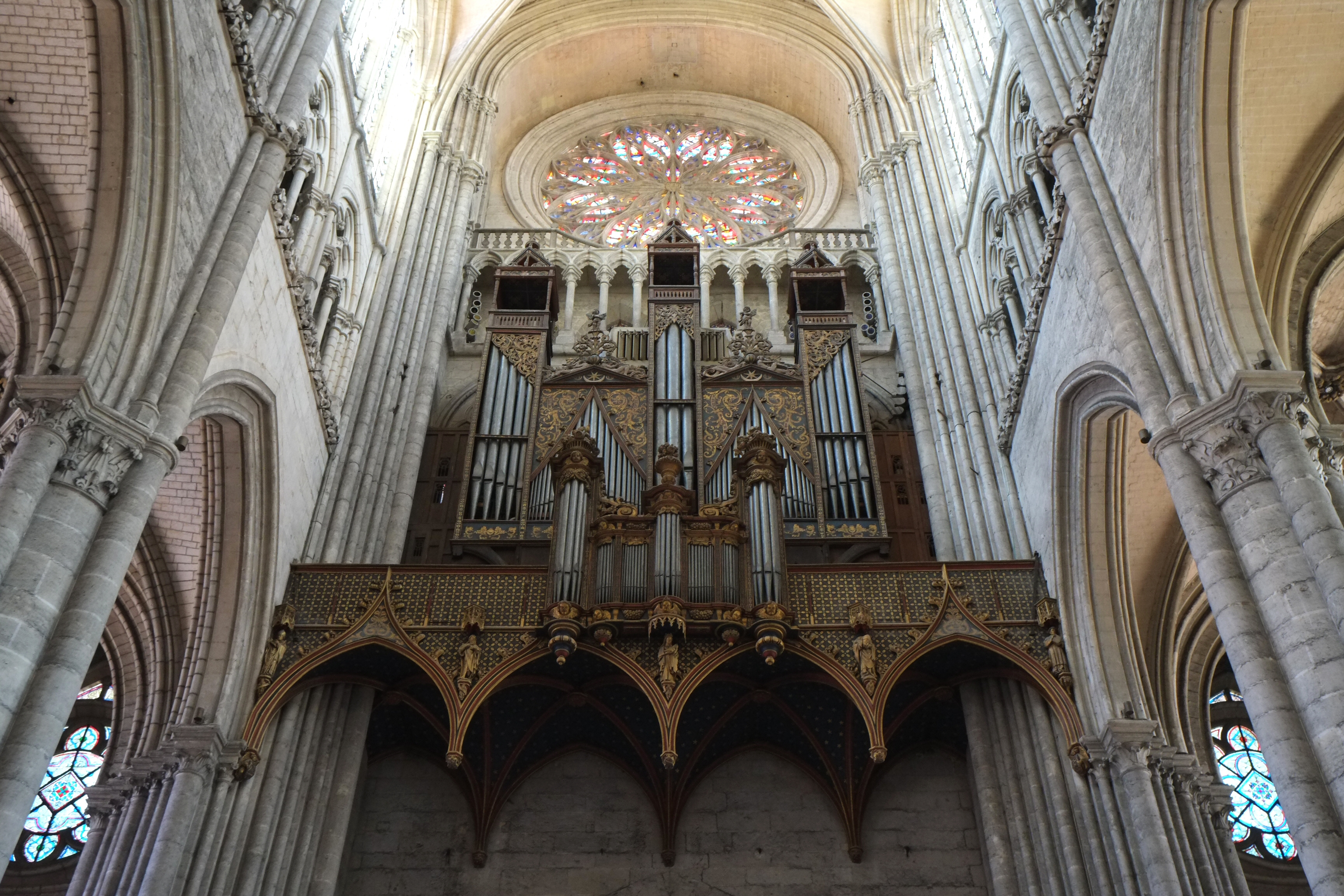
Grandi organi della Cattedrale di Notre-Dame ad Amiens (1429-1431)

L'aspetto decorativo non era trascurato, da quanto emerge dalle rappresentazioni che ci sono pervenute. I contemporanei presenti alla corte di Costantinopoli riferiscono anch'essi di organi ricoperti di metalli e pietre preziose.
Dopo la reintroduzione dell'organo in Occidente e il suo utilizzo nei monasteri e nelle parrocchie, lo strumento venne montato in tribuna. La protezione delle canne fu allora effettuata da una cortina abbassabile, come riferisce il monaco Teofilo.
Nel XII secolo comparve l'organo portatile.
Verso la metà del XIII secolo, l'organo del coro s'ingrandì e si separò dai cantori per prendere posto da solo all'altezza di un "leggio" in aggetto o in tribuna. La cassa portatrice di sipari del "grand'organo" si trasformò per diventare il buffet.
Nel XIV secolo si fa menzione di organi come quello della Cattedrale dei santi Pietro e Paolo di Troyes (1365).
Alla fine del Medioevo furono costruiti dei buffet d'organo in legno, i più antichi dei quali datano dal XV secolo.

### Buffetrinascimentali
I primi buffet comprendevano una semplice facciata animata dalle canne in metallo. Il legno poteva essere dipinto o dorato. Gli esemplari più antichi conservati datano dal XV secolo.

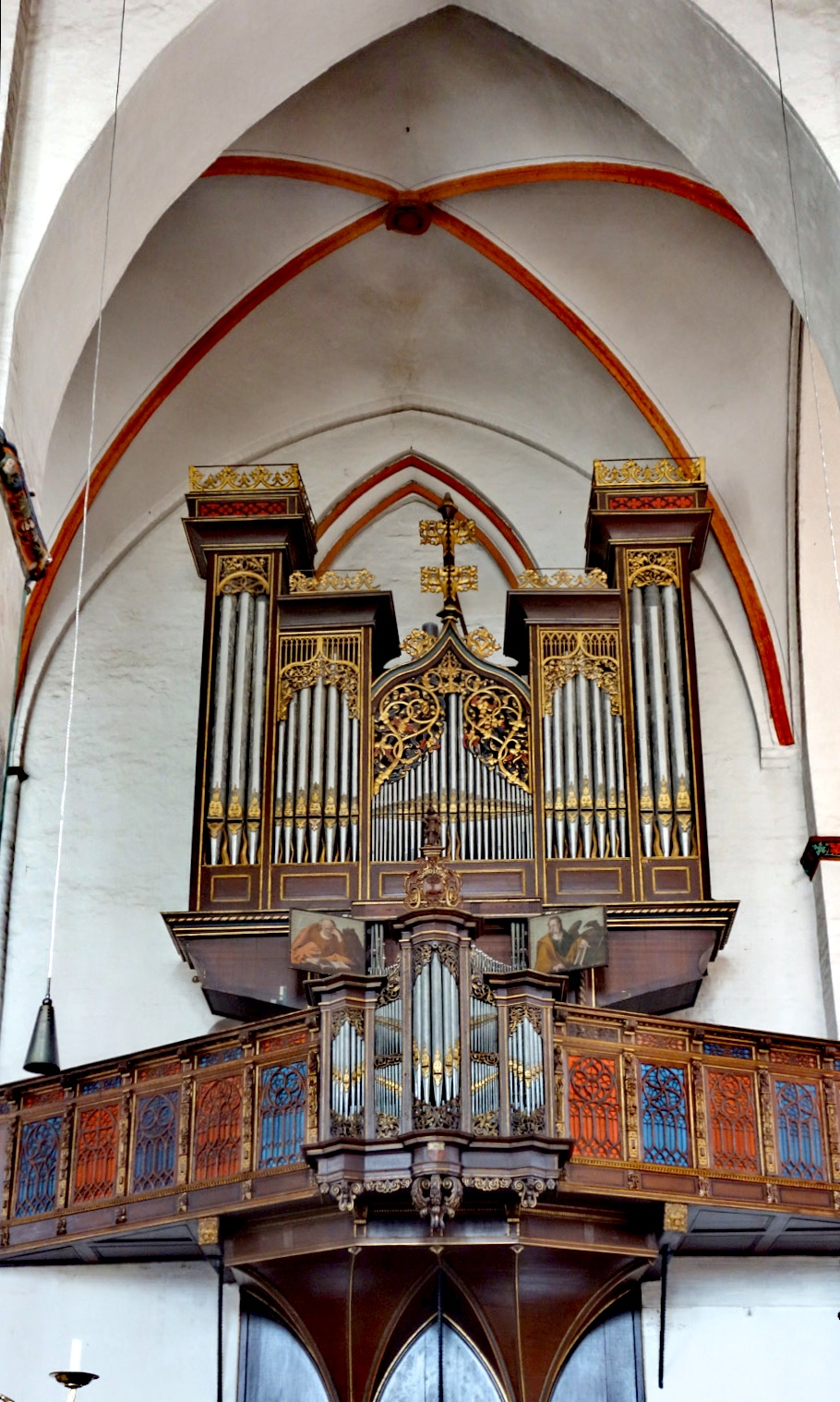
Chiesa di San Giacomo, 1504, Lubecca, Germania.
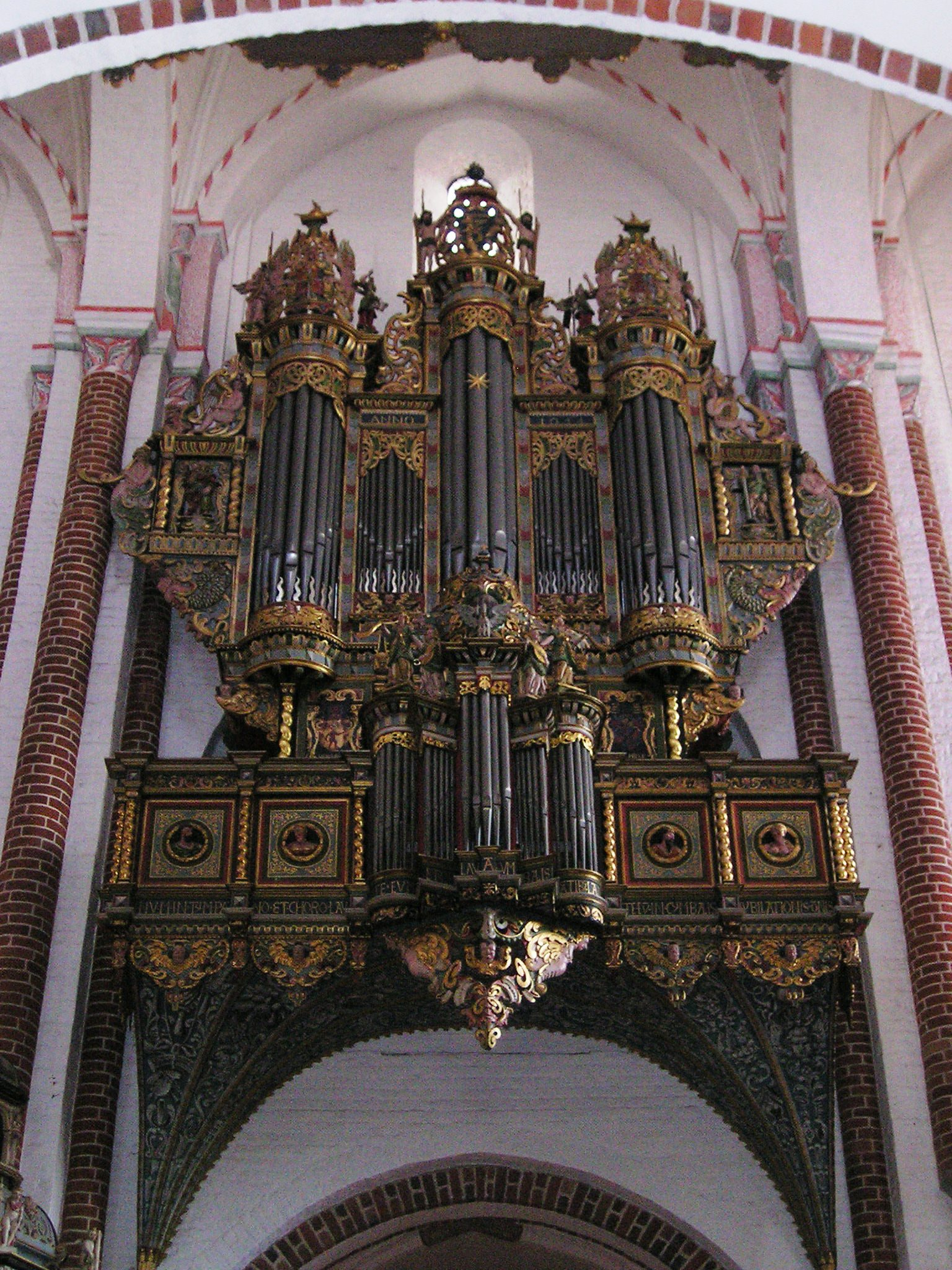
Cattedrale di Roskilde, Hermean Raphaelis, 1554, Danimarca.
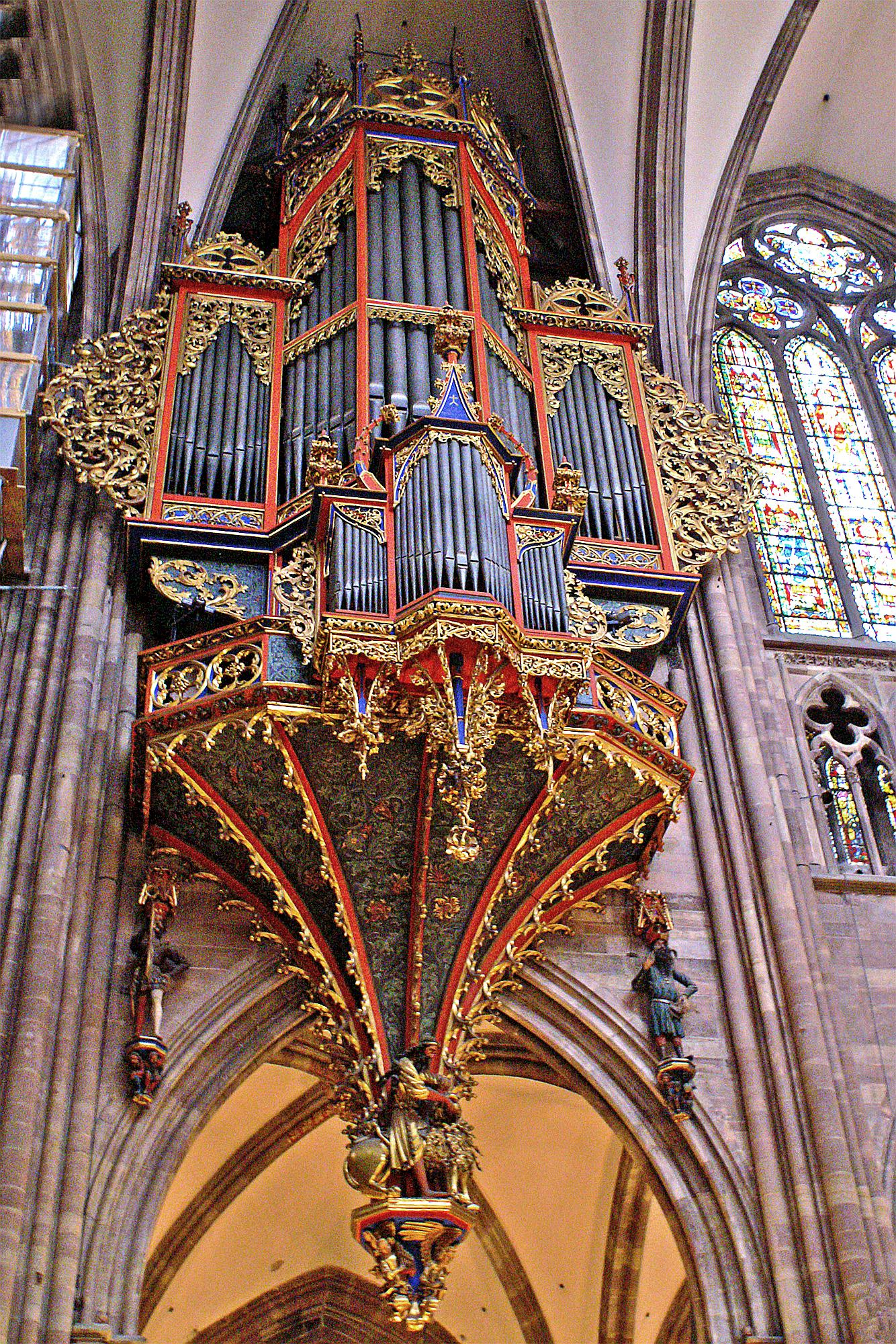
Cattedrale di Notre-Dame a Strasburgo, Francia, 1489.
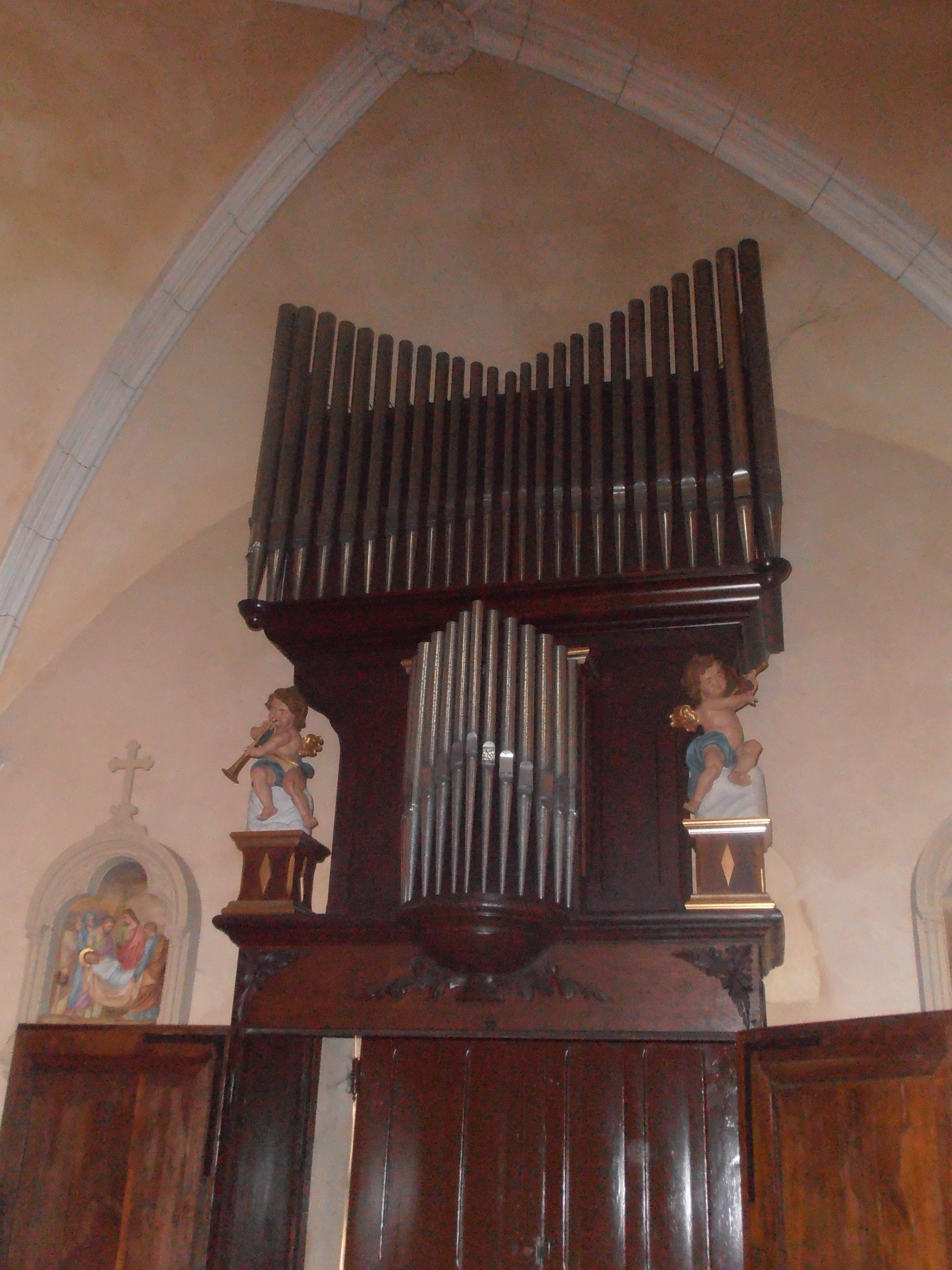
Organo del fabbricante Alexandre des Oliviers, 1526, Cézy, Francia.
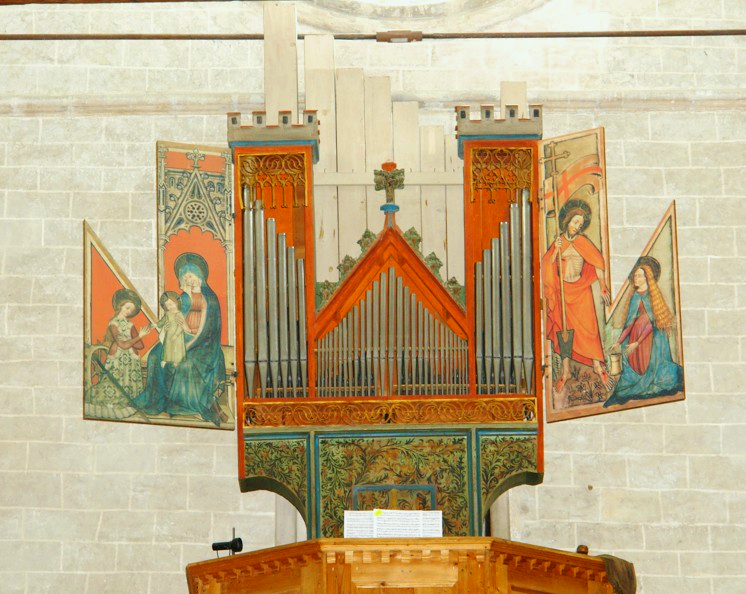
Basilica di Valère, verso il 1430, Sion, Svizzera.

### Buffetdel XVII secolo
Le torrette arrotondate ritmano lo spazio alternandosi con le plate-face.
I buffet possono essere composti da mobili distinti rappresentanti i diversi piani sonori dello strumento. Ad esempio, un mobile di dimensioni più ridotte, il positivo (retro), sta sul bordo della tribuna mentre il mobile principale si trova arretrato. La decorazione gioca sull'alternanza delle forme, le sculture e gli aggetti. La terminologia dei buffet è improntata a quella dell'architettura.

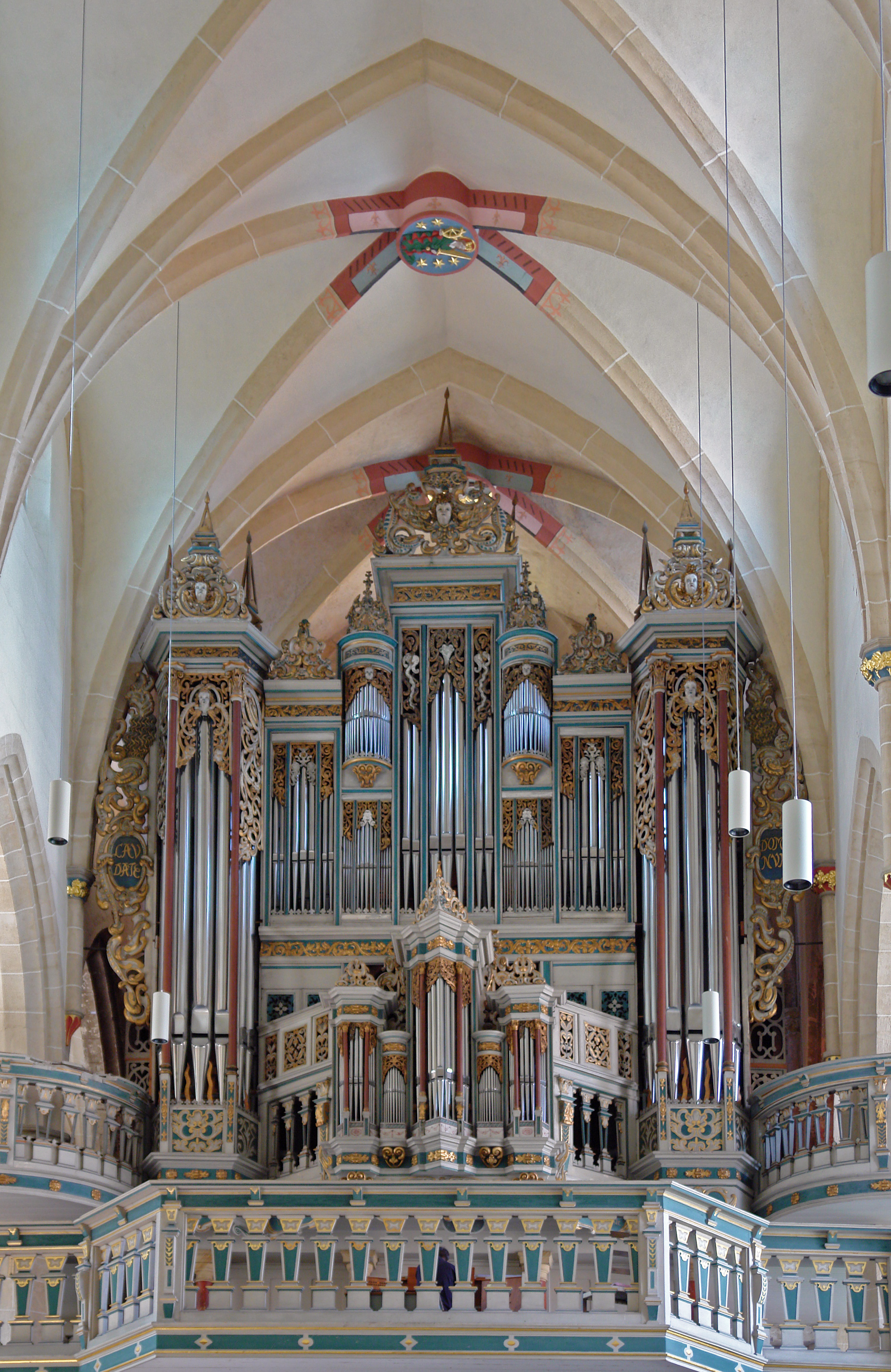
Erfurt (Germania), Chiesa dei domenicani.
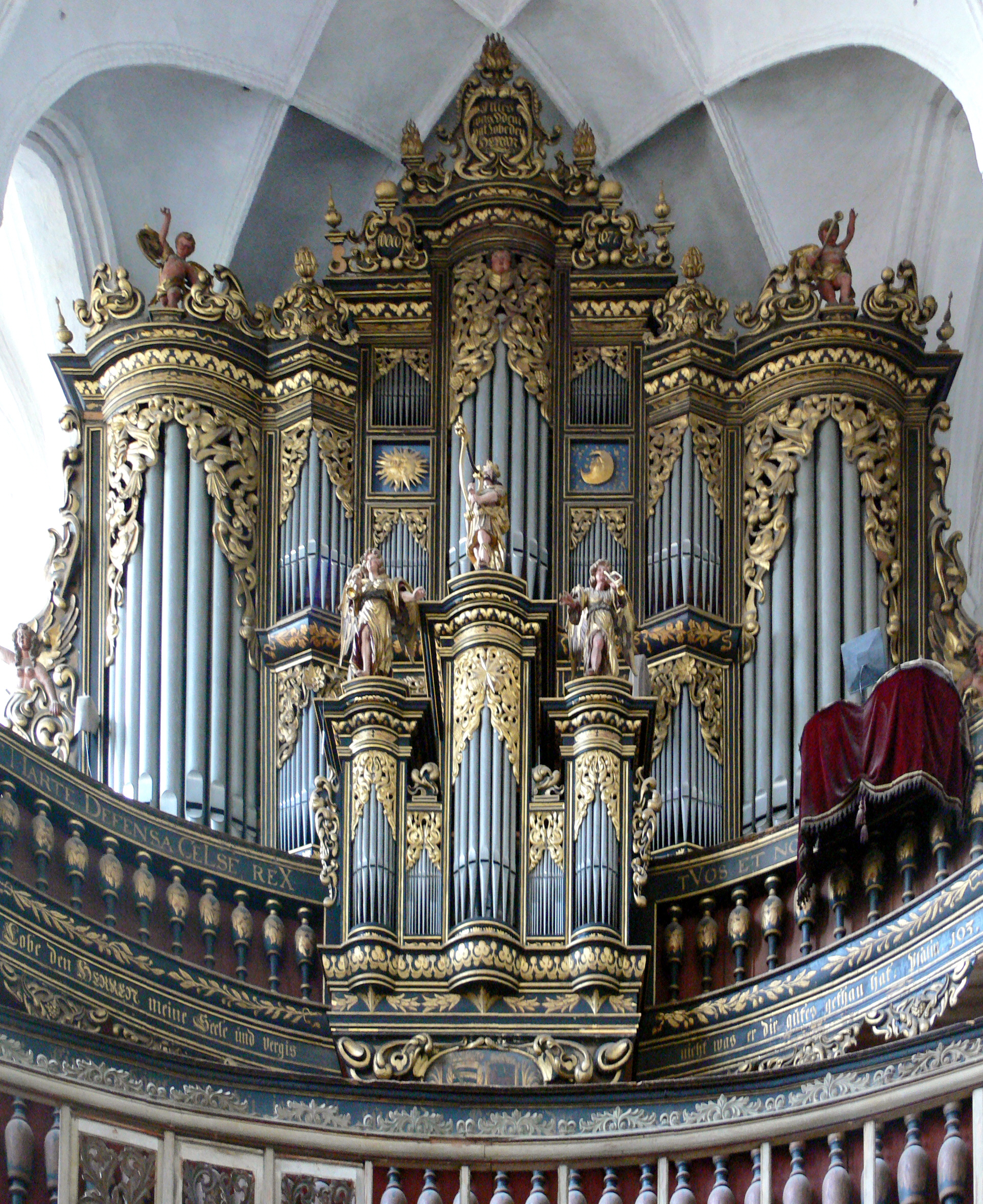
Luckau (Germania), Nikolaikirche, 1672.
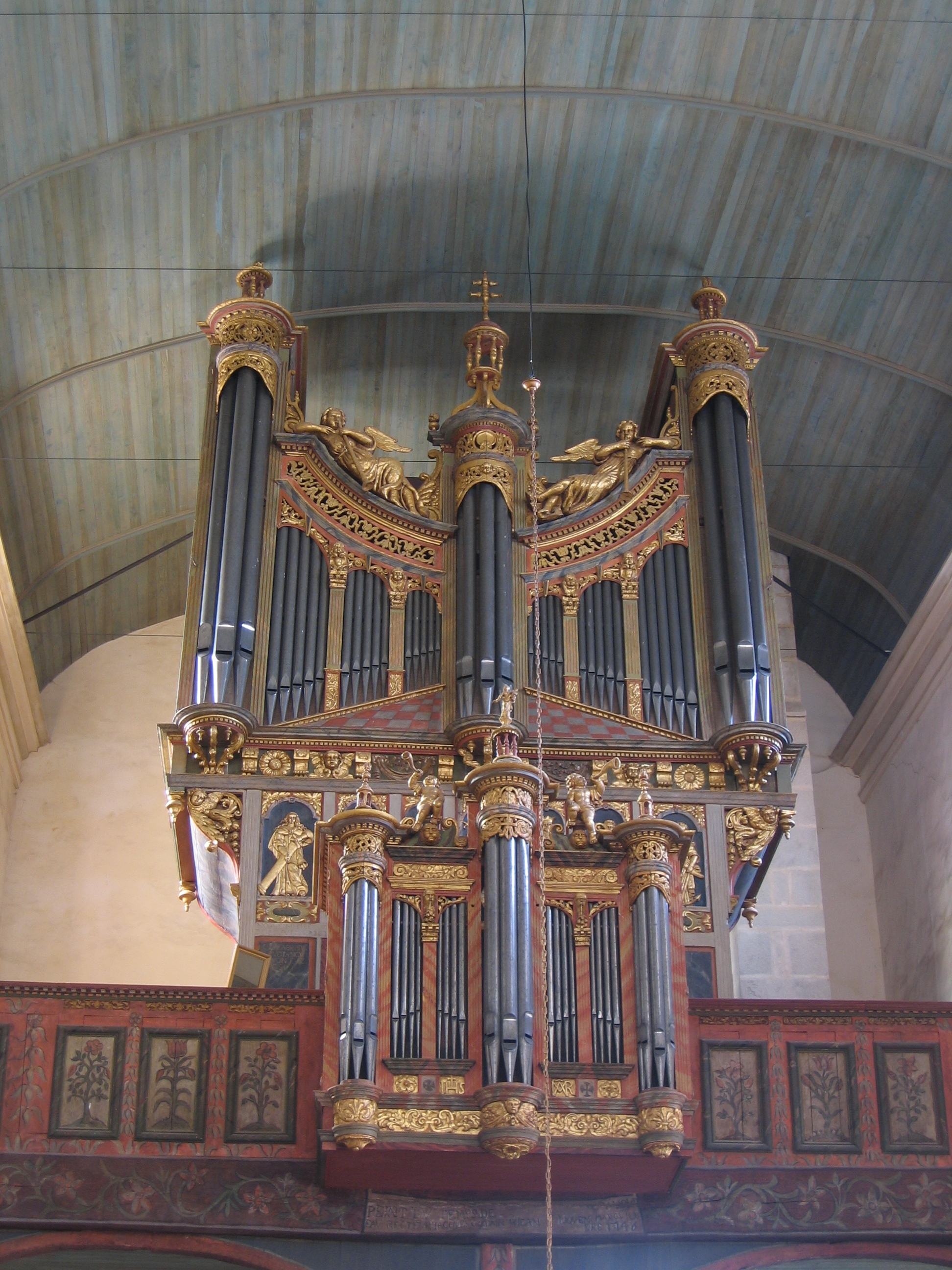
Saint-Thégonnec (Francia), chiesa di Notre-Dame.
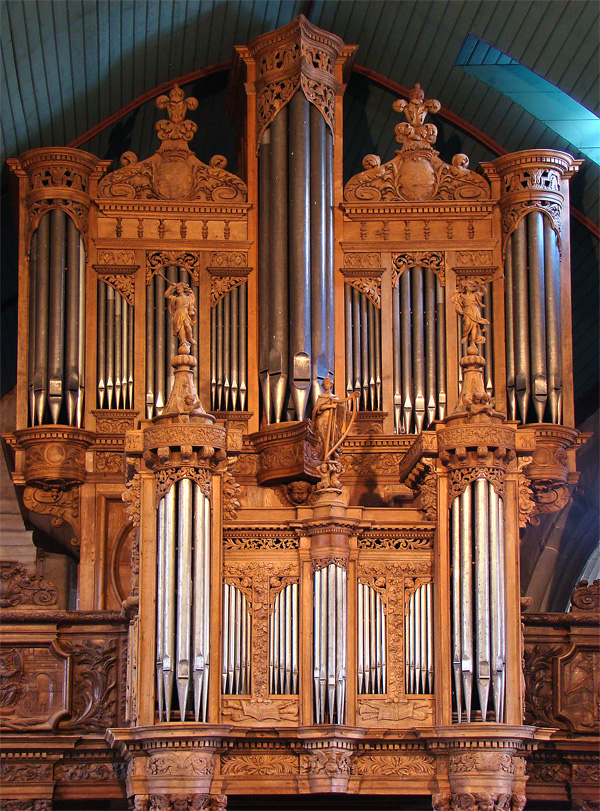
Guimiliau, (Francia), chiesa di Saint-Miliau, fabbricante Thomas Dallam.
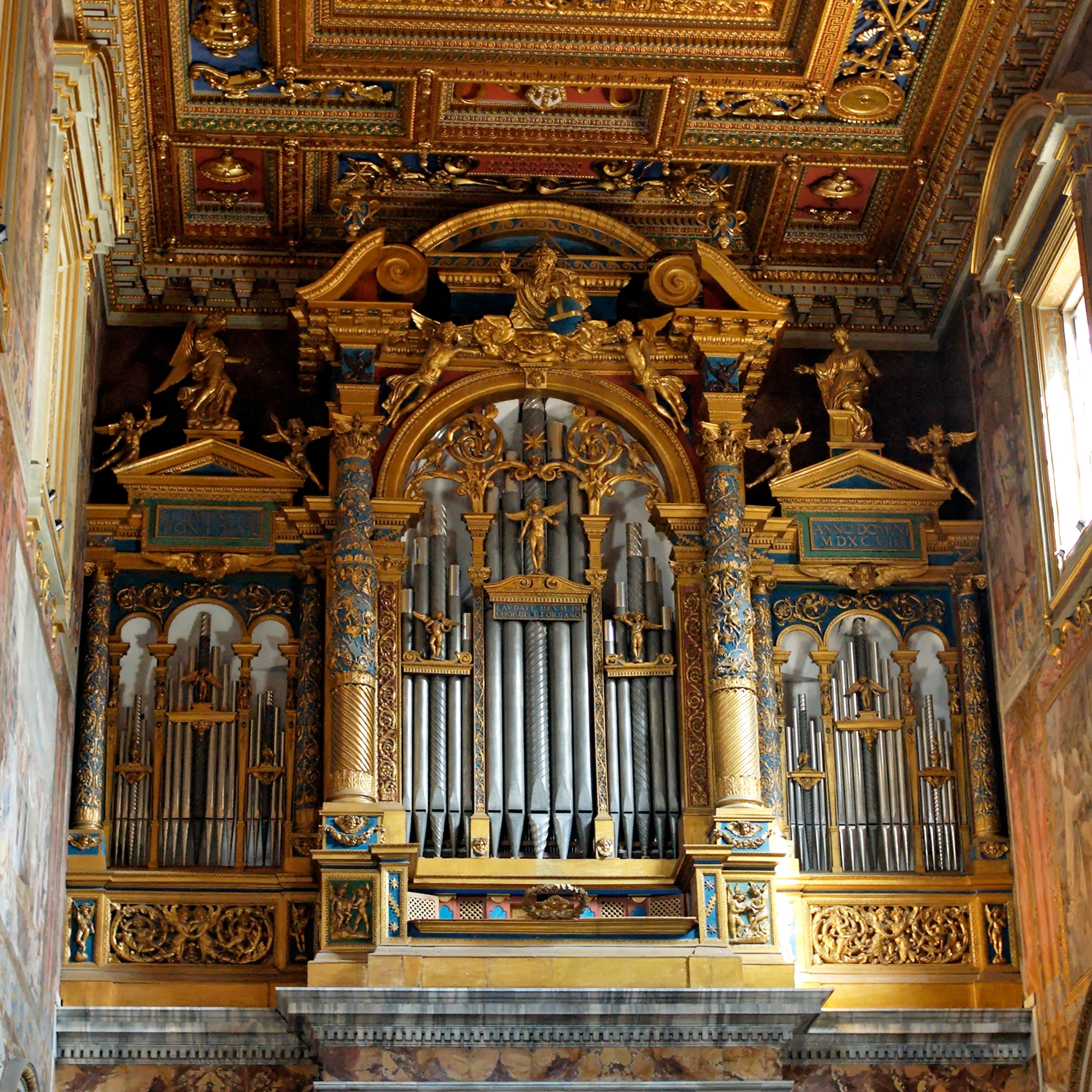
Roma, Basilica di San Giovanni in Laterano.
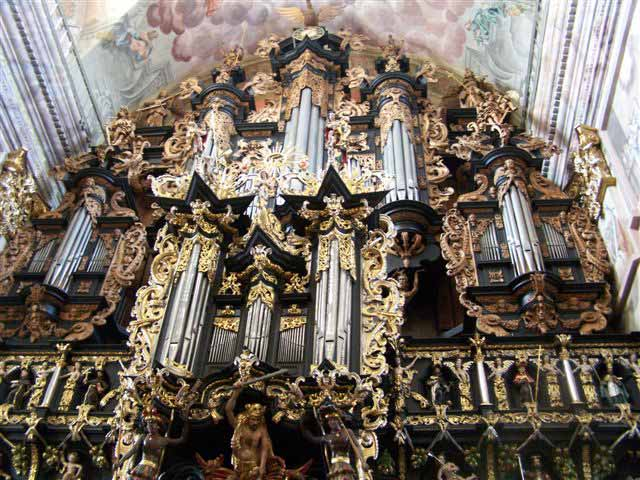
Leżajsk (Polonia), basilica, 1680.

### Buffetdel XVIII secolo
Gli stili rococò e classico si trovano nelle strutture e nelle decorazioni dei buffet. Le possibilità tecniche e l'ampliamento delle tastiere imposero parimenti un ampliamento dei buffet più vecchi, ad esempio con l'ausilio di torrette laterali.

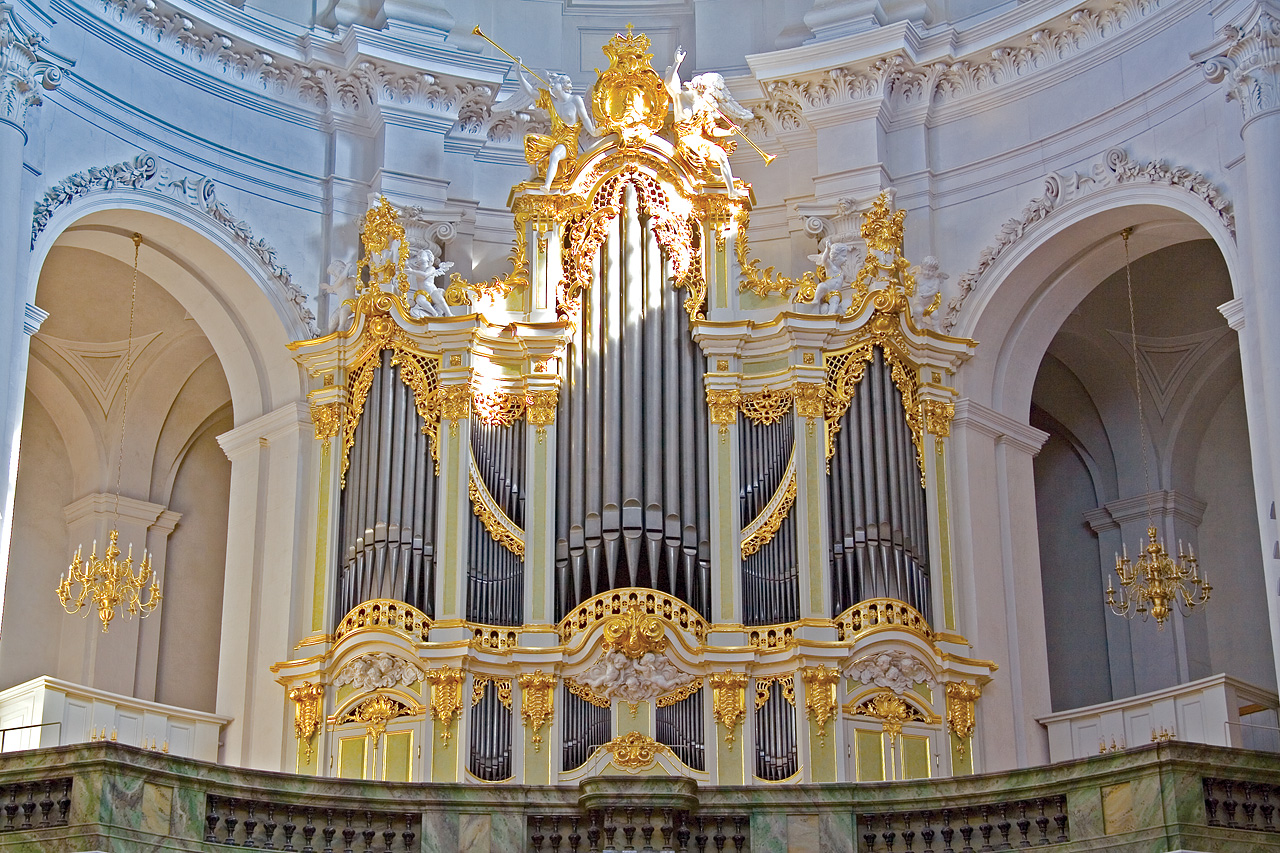
Dresda (Germania), Cattedrale della Santissima Trinità Johann Gottfried Silbermann, 1755.
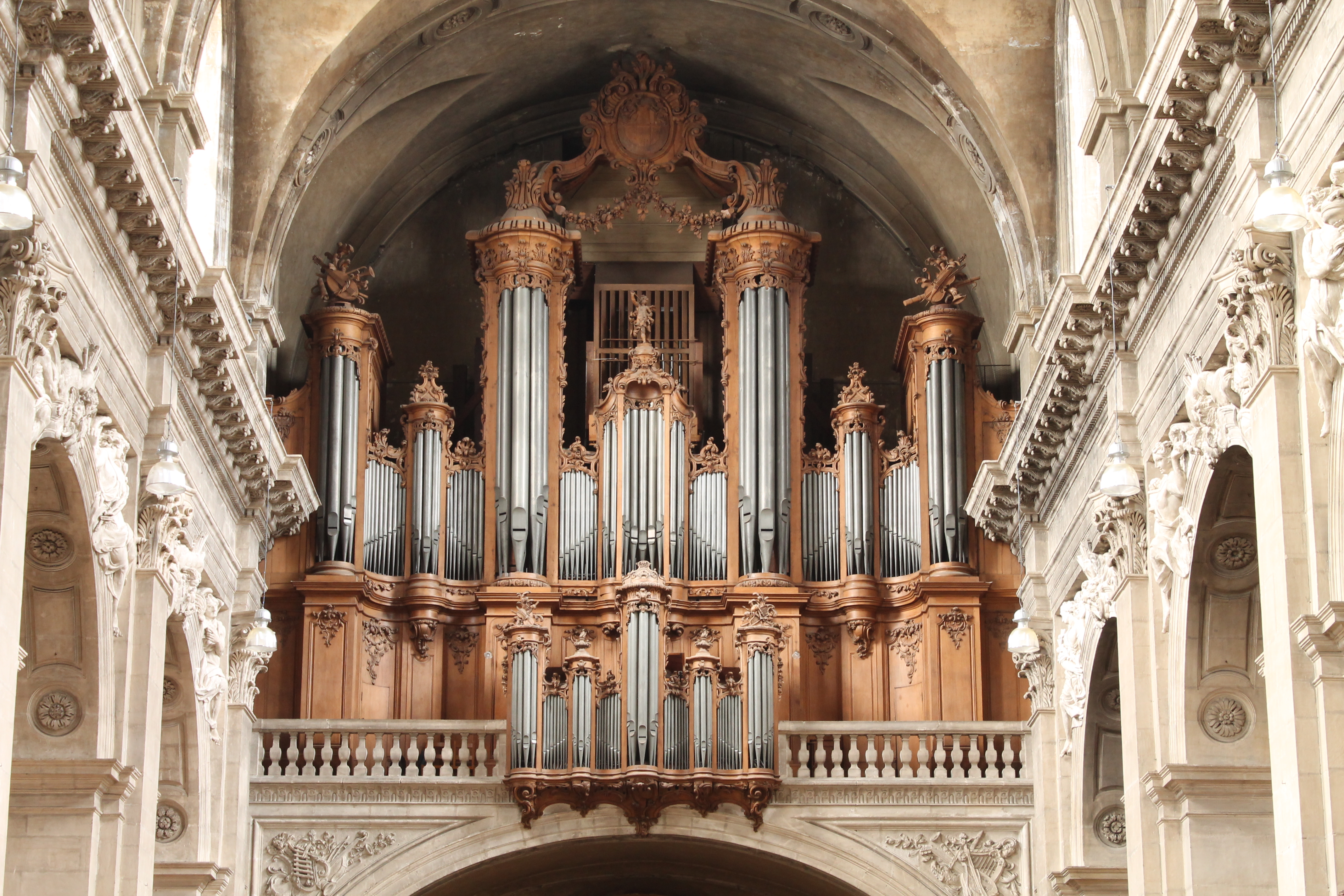
Nancy (France), Grande organo della cattedrale di Notre-Dame-de-l'Annonciation, Nicolas Dupont, 1763.
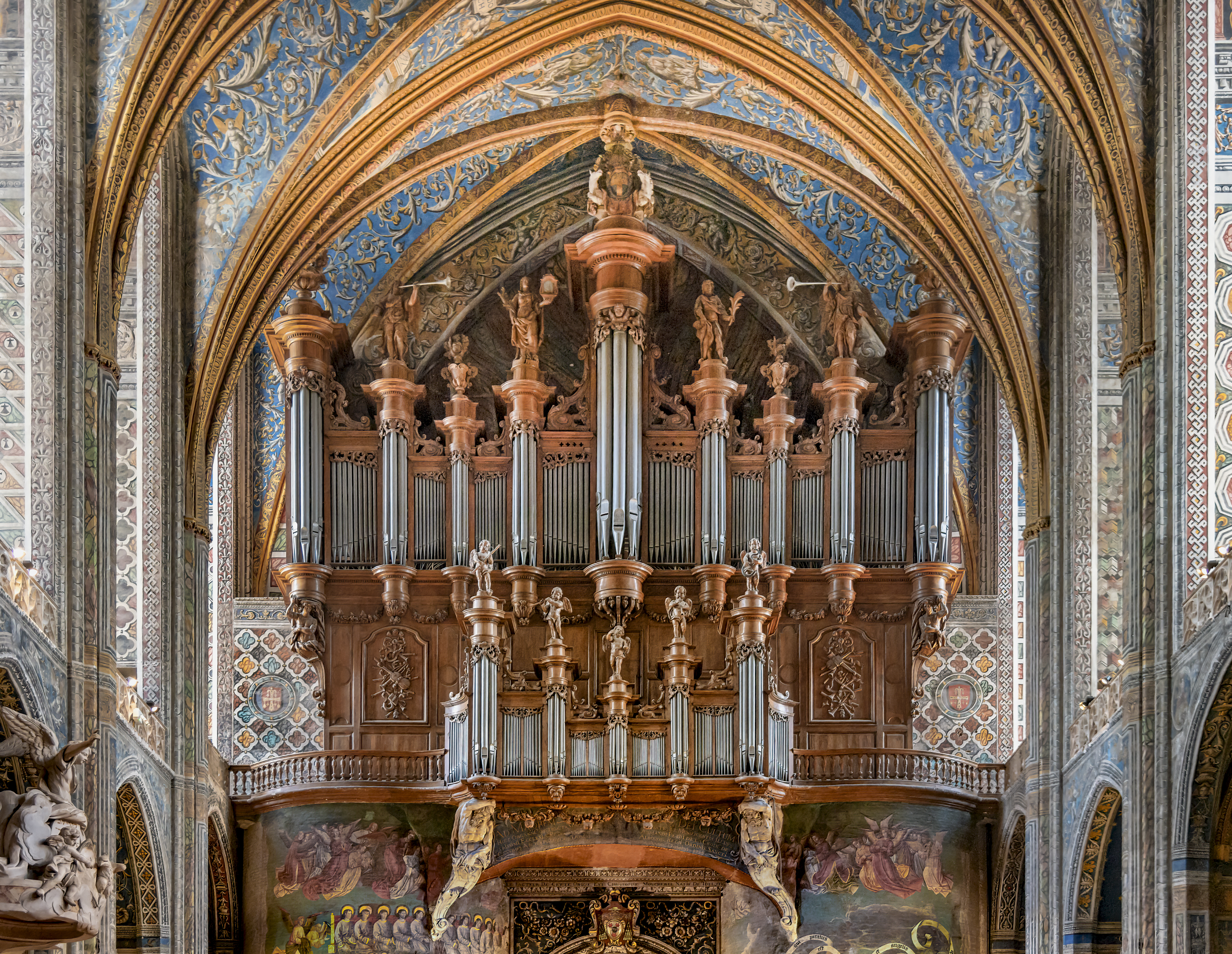
Albi (Francia), Cattedrale di Santa Cecilia, Christophe Moucherel.
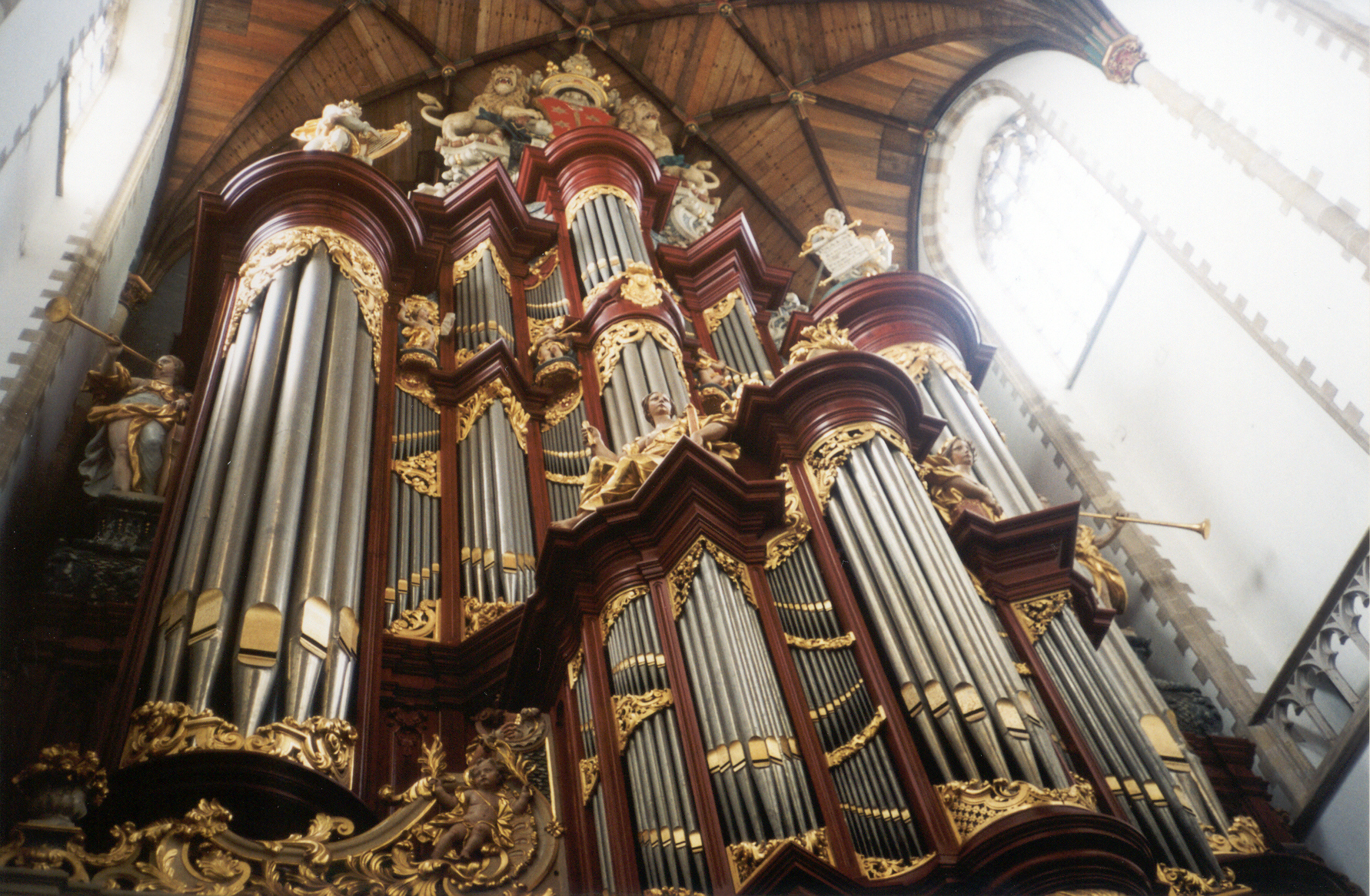
Haarlem (Paesi Bassi), Cattedrale di San Bavone, Christian Müller, 1738.

### Buffetdel XIX secolo
Le possibilità tecniche (trazioni pneumatiche, impostazioni dei bassi, leva Barker, alimentazione a vento, ecc.) permisero di unificare il mobile. Talvolta il positivo spariva o lo si vide privo delle sue canne. La produzione locale tese a eclissarsi a favore di uno stile più generale, spesso neogotico.

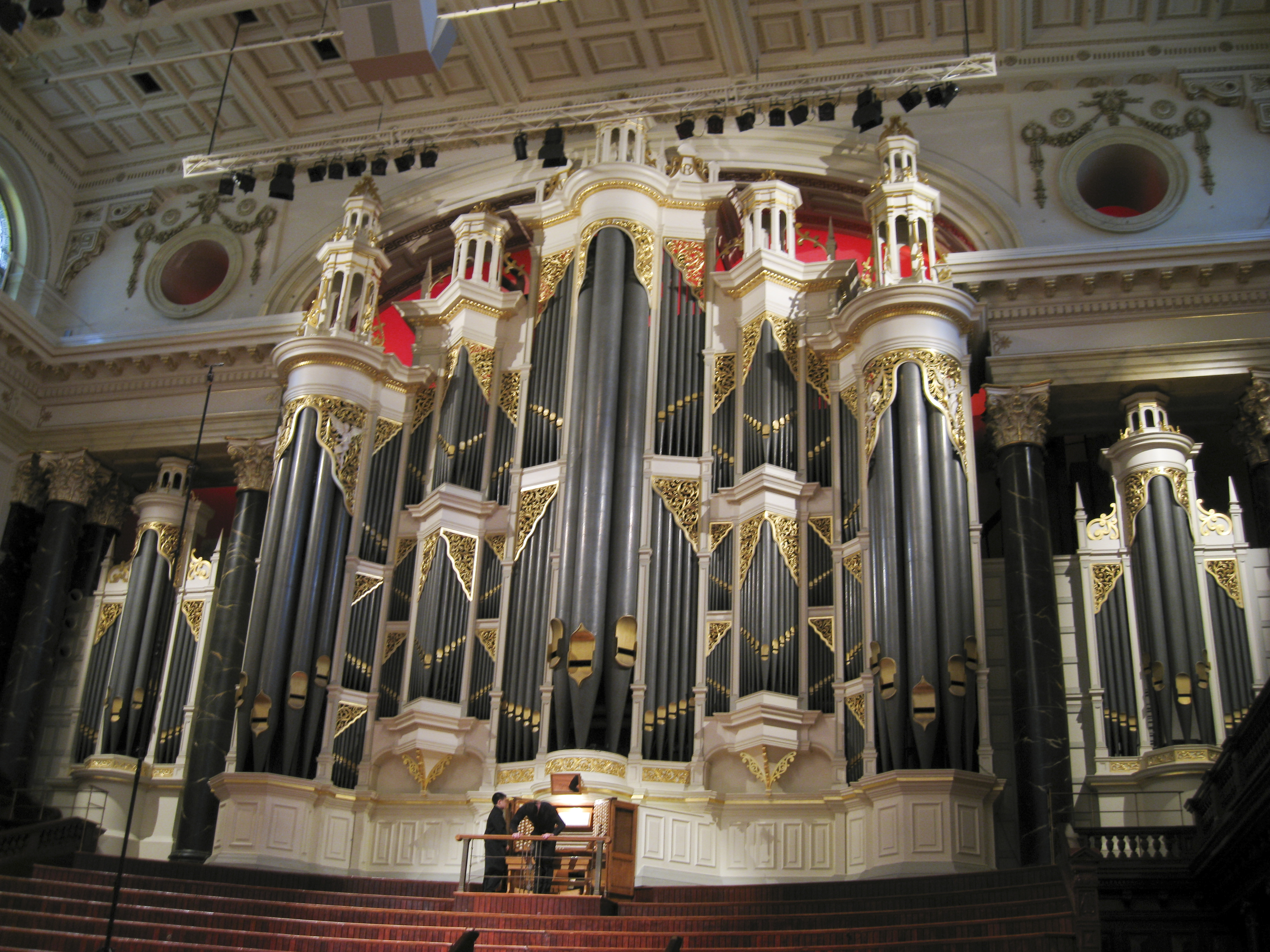
Sydney Town Hall, William Hill, 1890, Sydney, Australia.
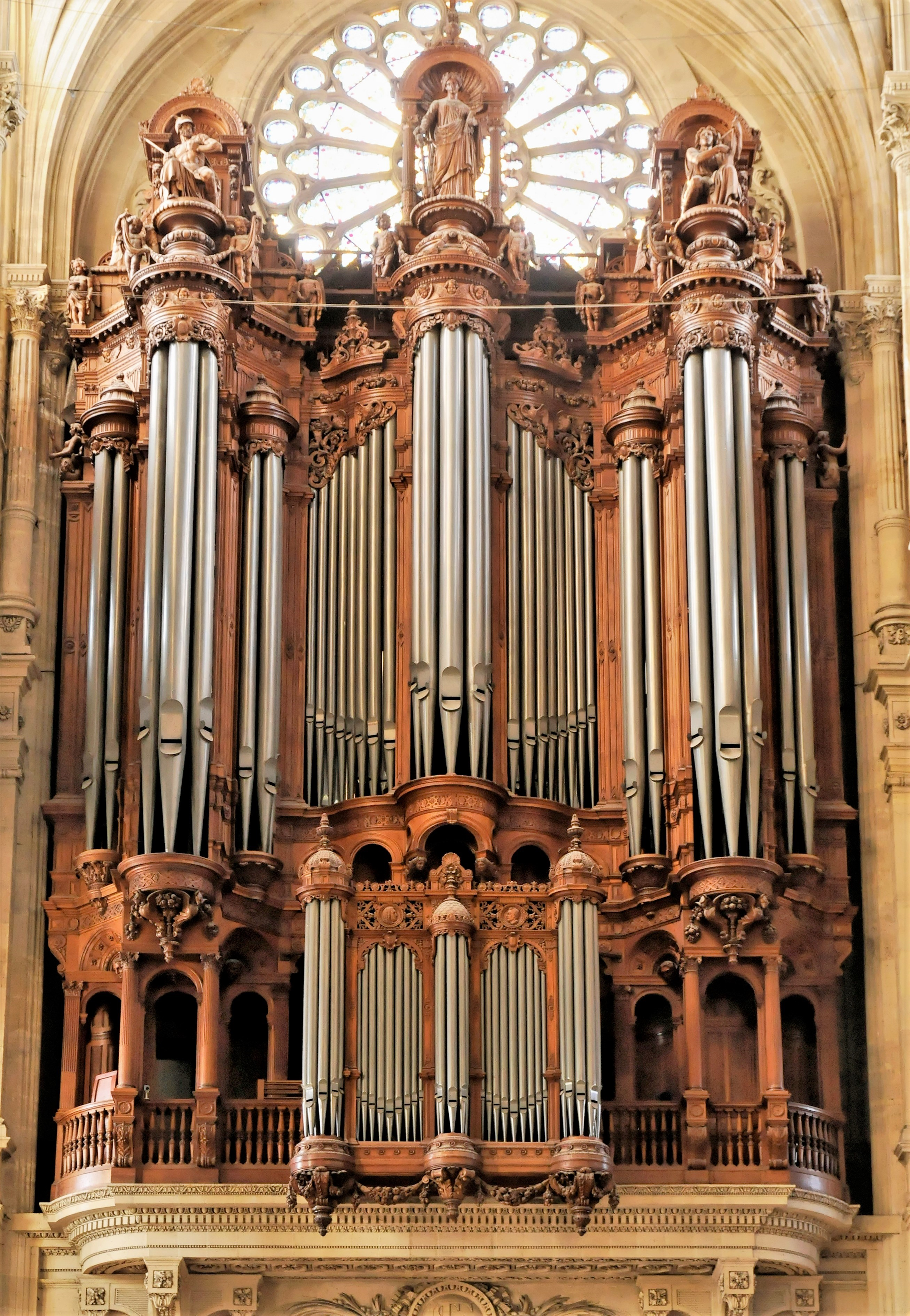
Chiesa di Saint-Eustache, 1849, Parigi, Francia.
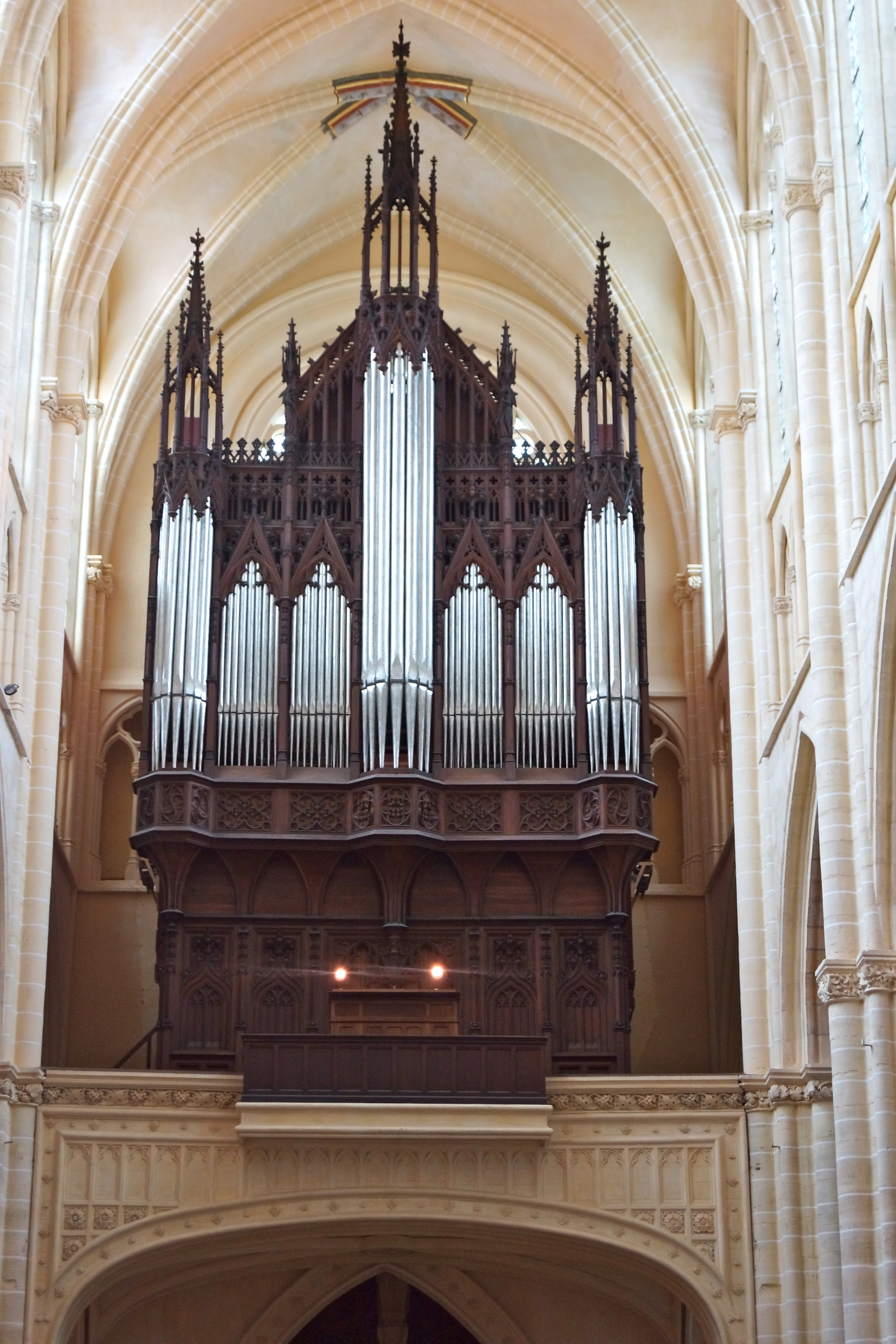
Cattedrale di Châlons, 1848, Châlons-en-Champagne, Francia.
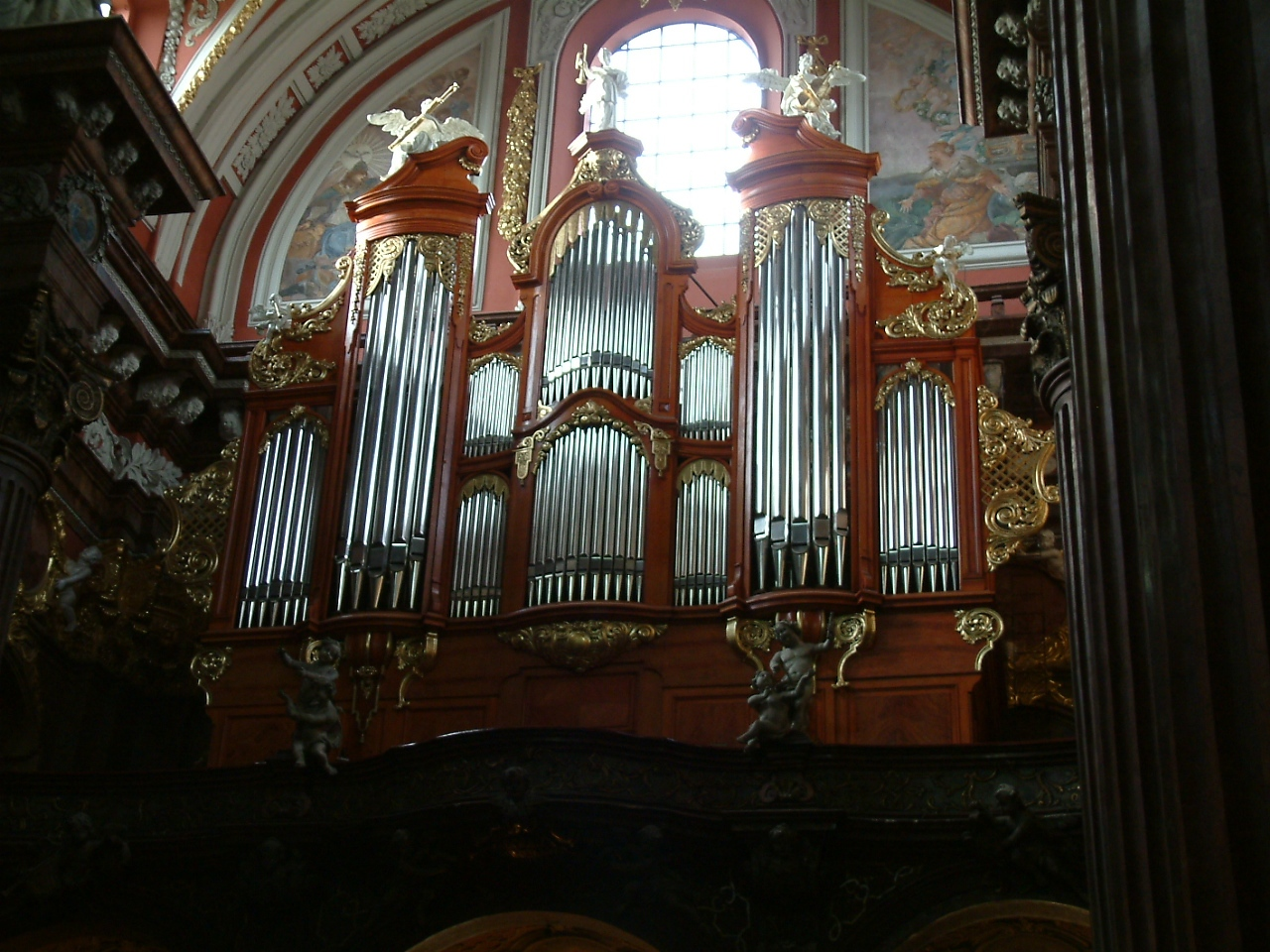
Chiesa di San Stanislao, Friedrich Ladegast, 1876, Poznań, Polonia.
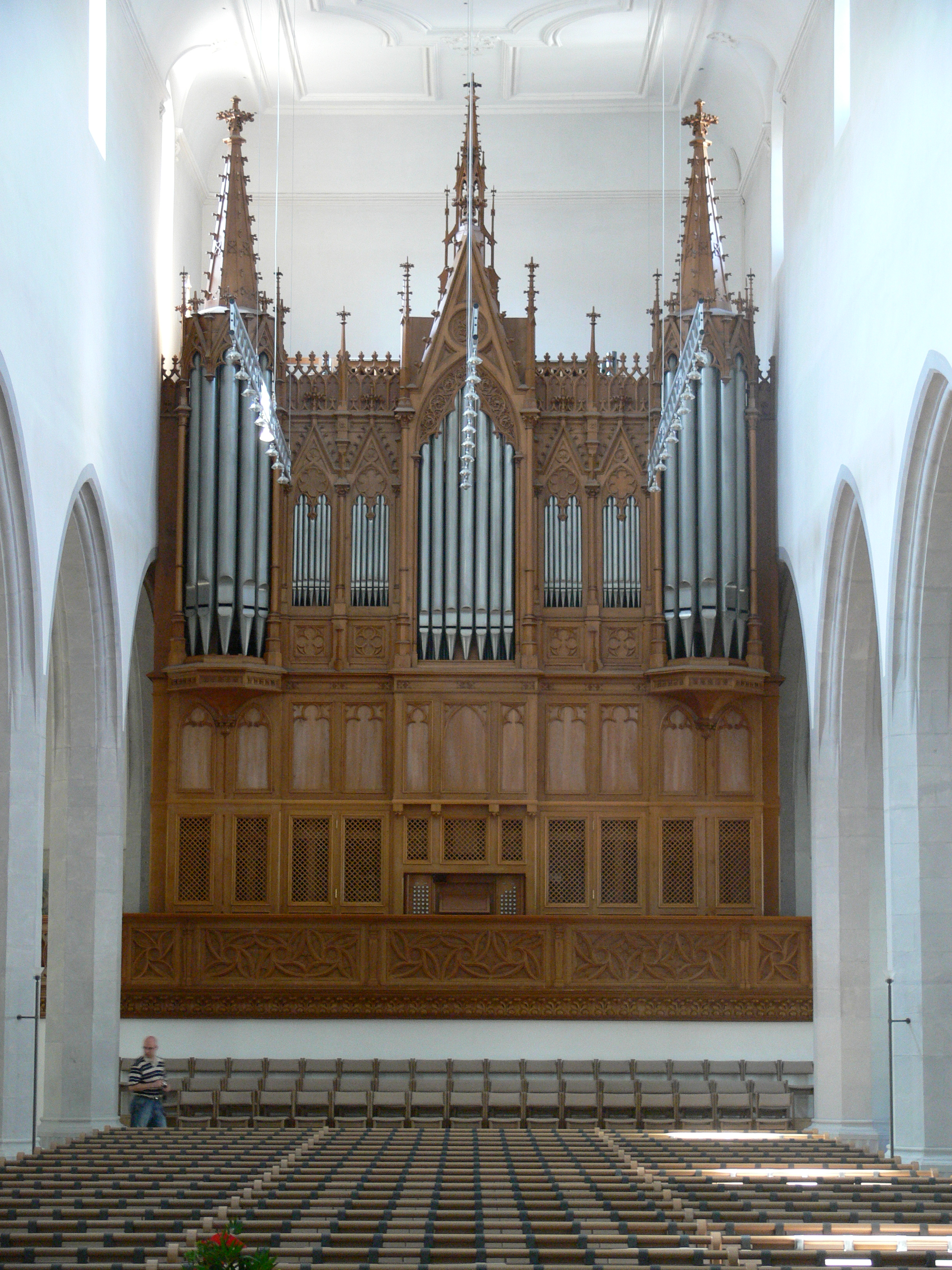
Chiesa di San Giovanni, 1879, Sciaffusa, Svizzera.

### Buffetdel XX secolo
Il buffet andò verso una certa semplicità per qualche anno (1930-1970 circa), per poi scomparire completamente lasciando l'aspetto decorativo alle sole canne. Alla fine del secolo il buffet ricomparve più spoglio ma riprendendo spesso un'architettura classica in molte parti.

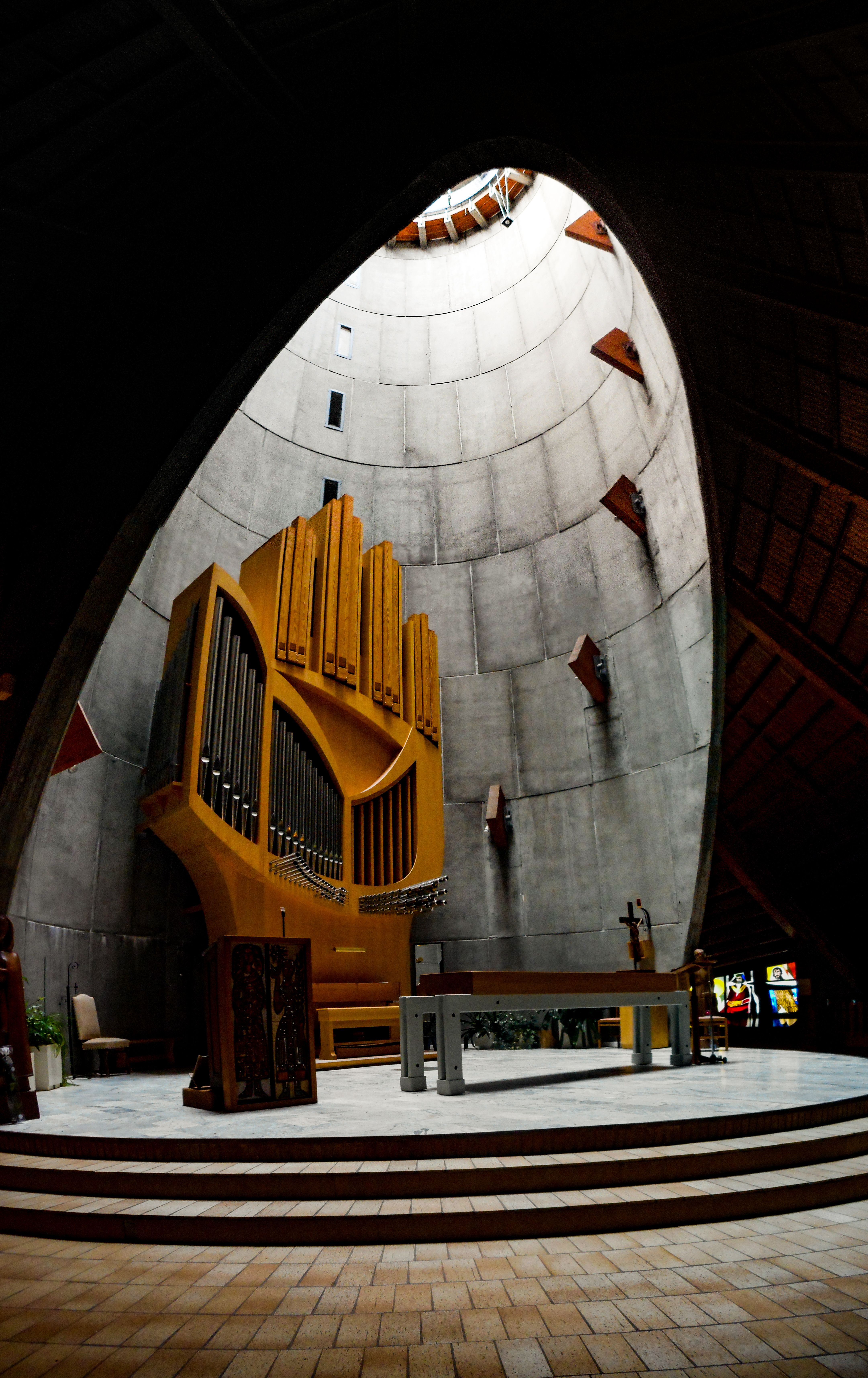
Alpe d'Huez (Francia), chiesa di Nostra Signora delle Nevi, Detlef Kleuker, 1978
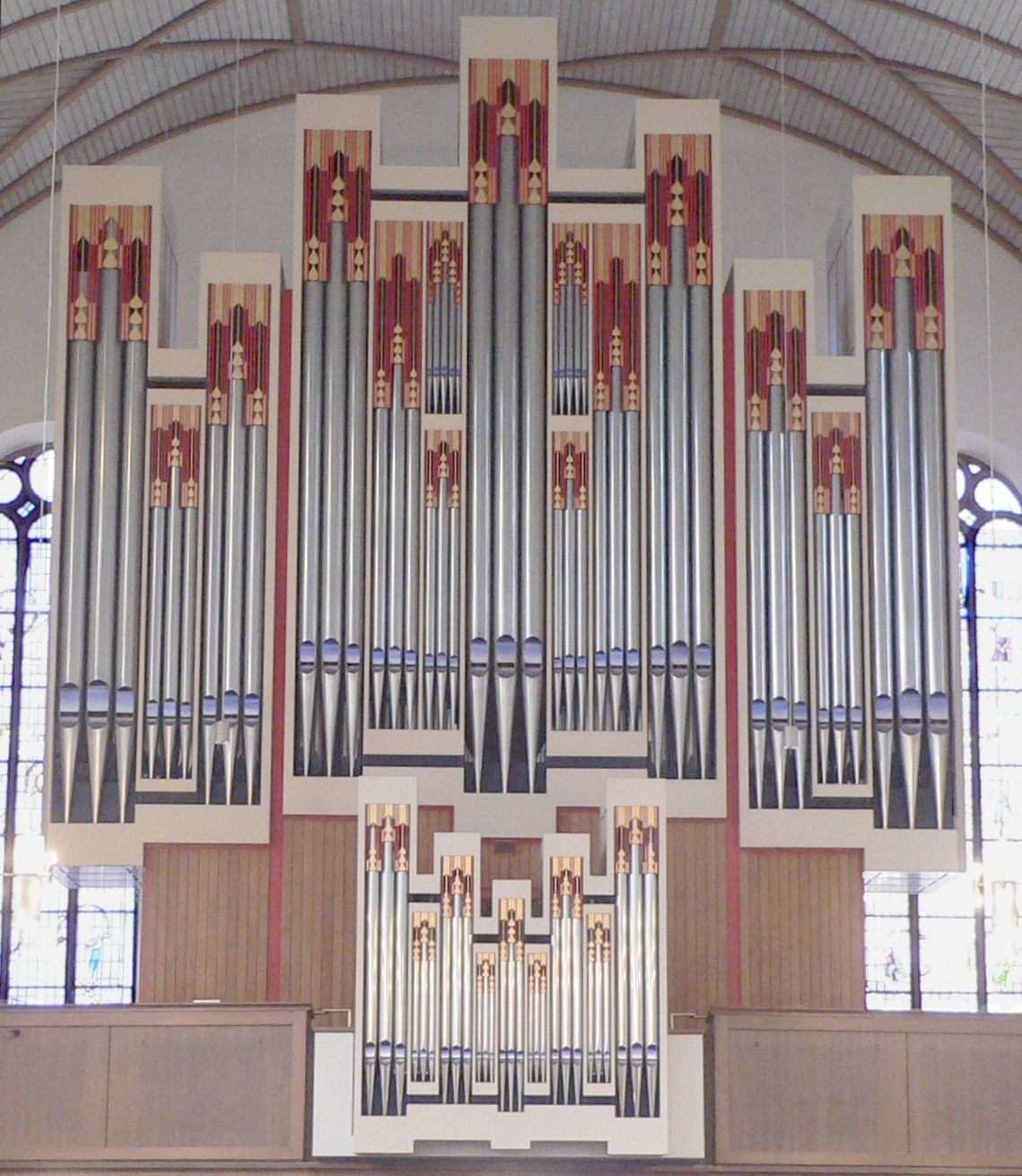
Francoforte (Germania), chiesa di Santa Caterina, Rieger, 1990.
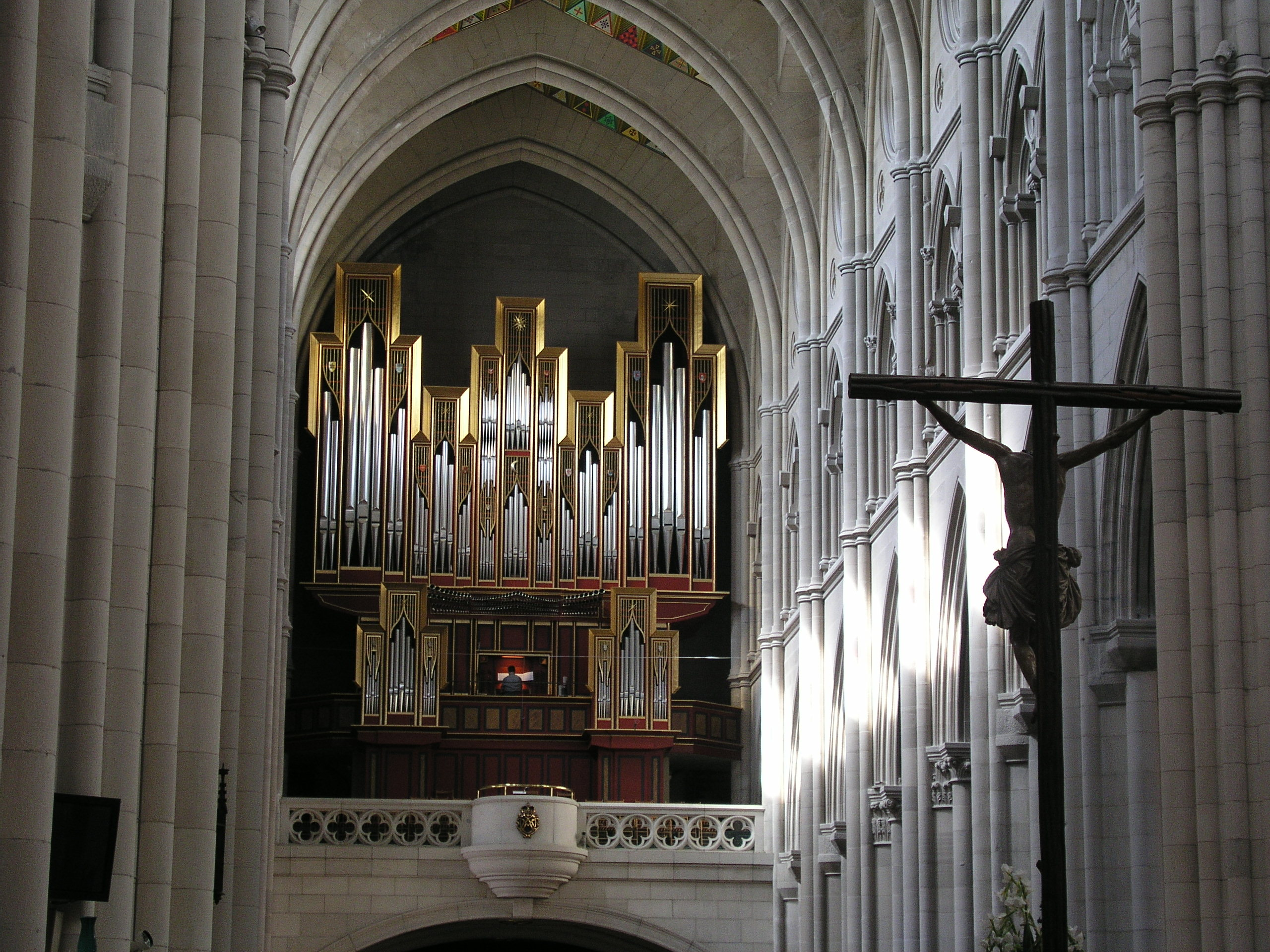
Madrid (Spagna), Cattedrale dell'Almudena, Gerhard Grenzing.
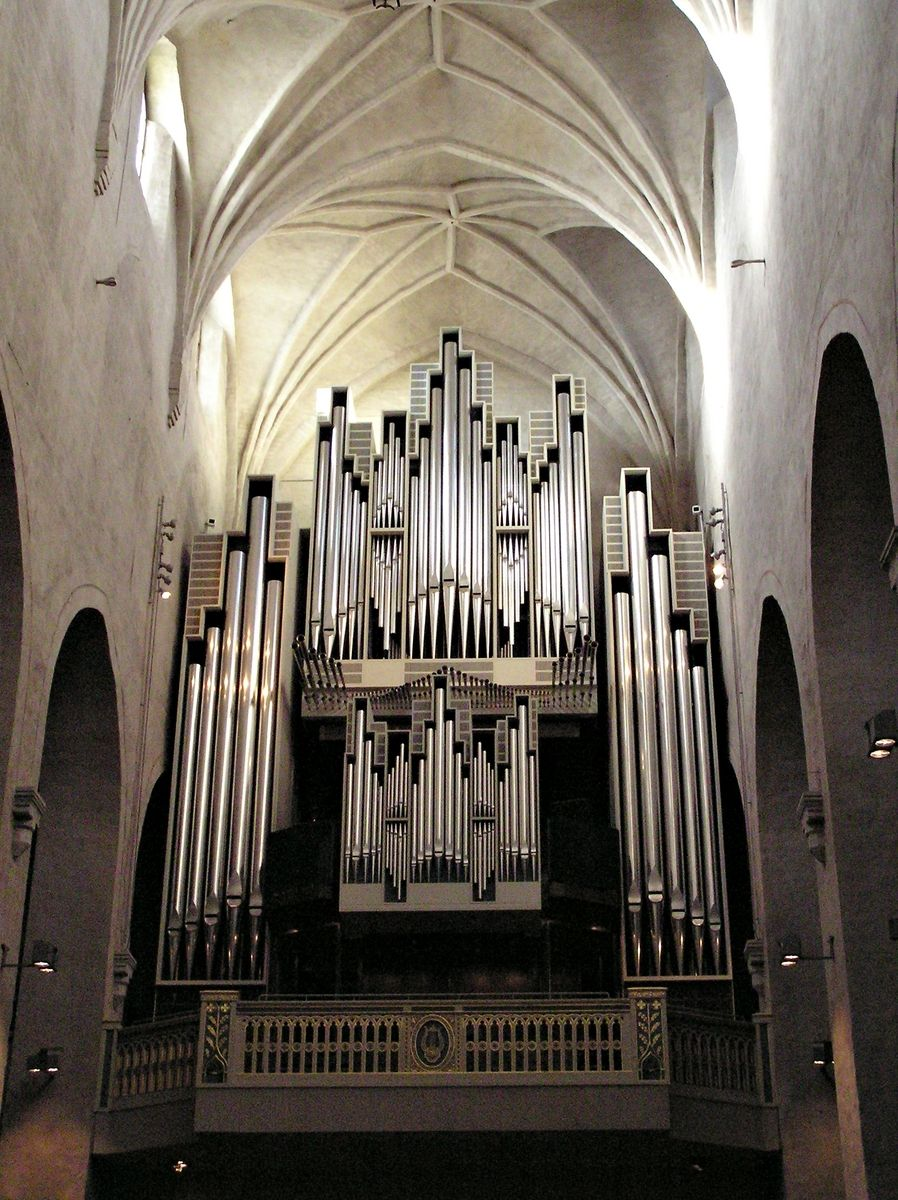
Cattedrale di Turku (Finlandia).
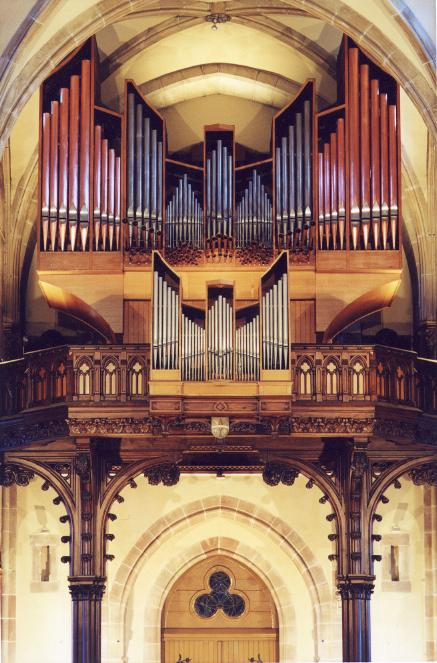
Chiesa di Saint-Rémi di Forbach (Francia).
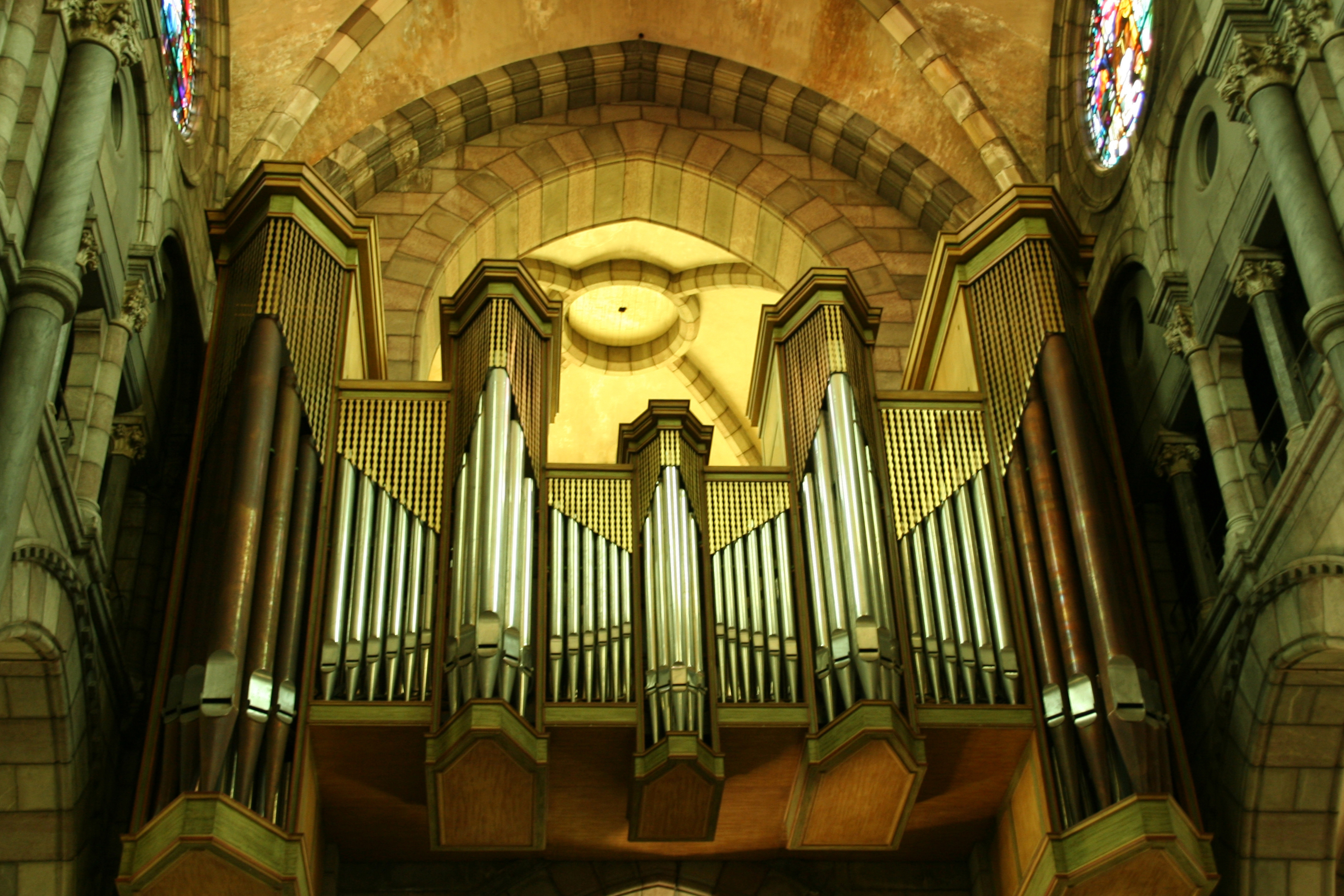
Cattedrale di Notre-Dame-et-Saint-Arnoux di Gap (Francia).
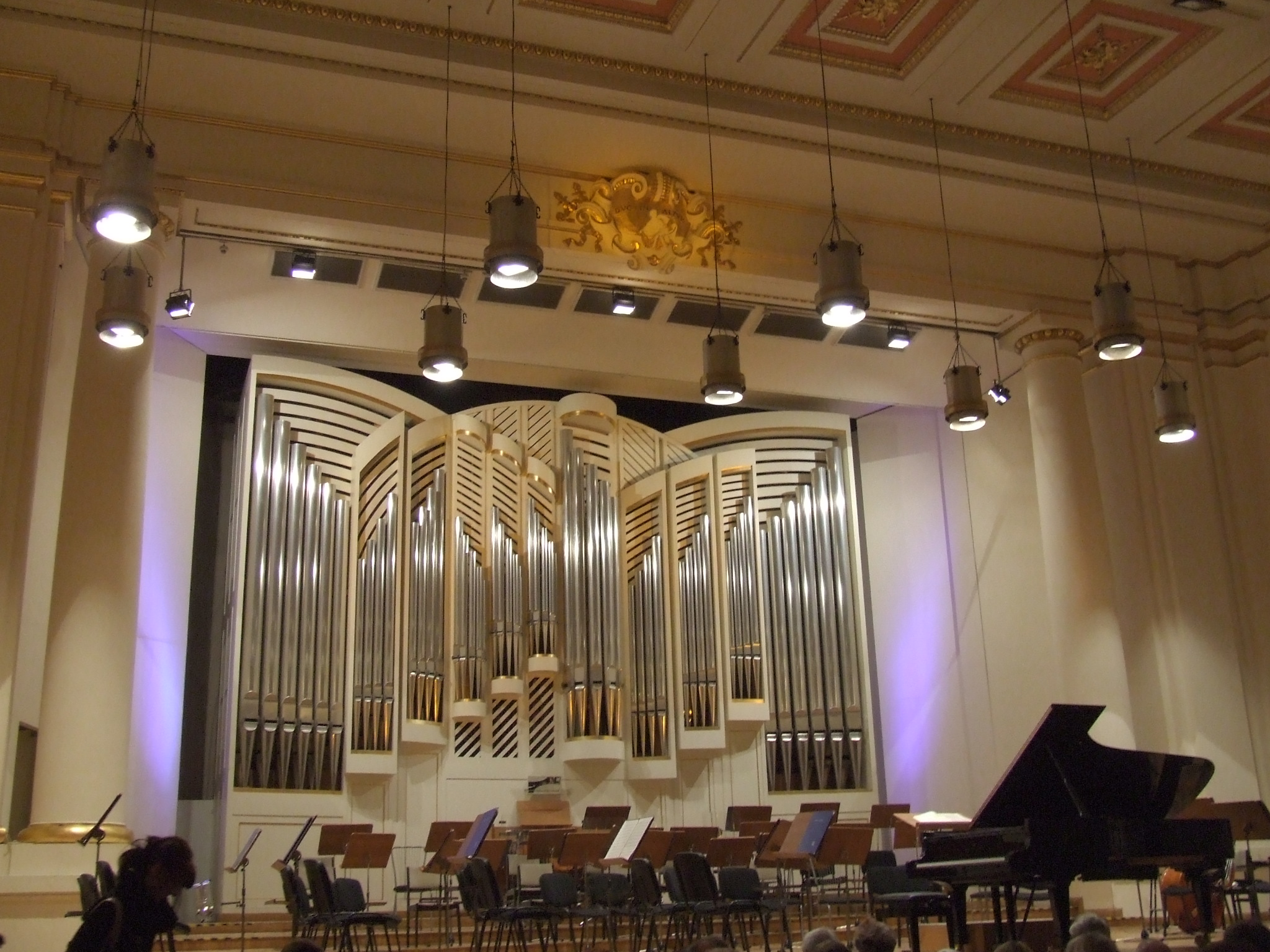
Cracovia (Polonia) Teatro filarmonico.

### Buffetdel XXI secolo
I progressi tecnici consentono delle realizzazioni sorprendenti come l'organo parasismico dalle canne ricurve, o l'organo con buffet modificabili di Tokyo. Viene spesso mantenuto uno spirito classico, nonostante che da un punto di vista tecnico non sia necessario, con il buffet che funge da interfaccia visiva tra lo strumento e il pubblico.

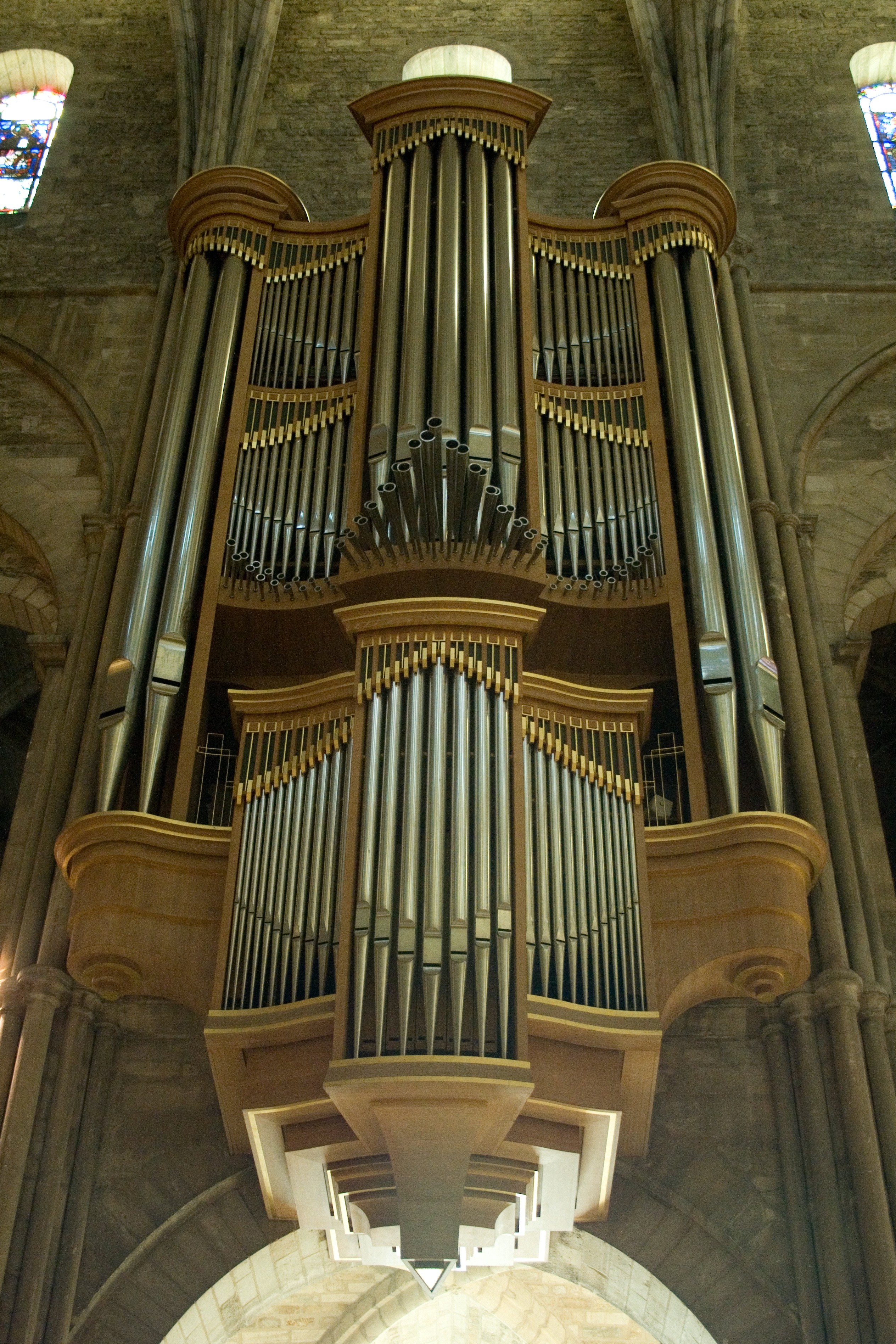
Reims (France), Basilica di Saint-Remi, Bertrand Cattiaux, 2000.
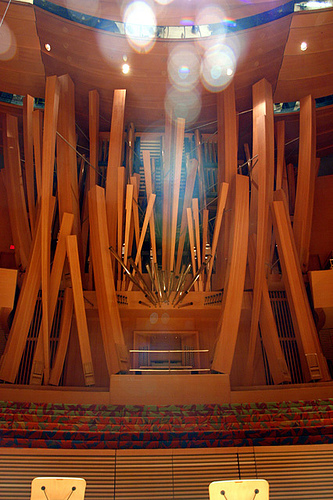
Los Angeles (Stati Uniti), Organo parasismico della Walt Disney Concert Hall, 2004.
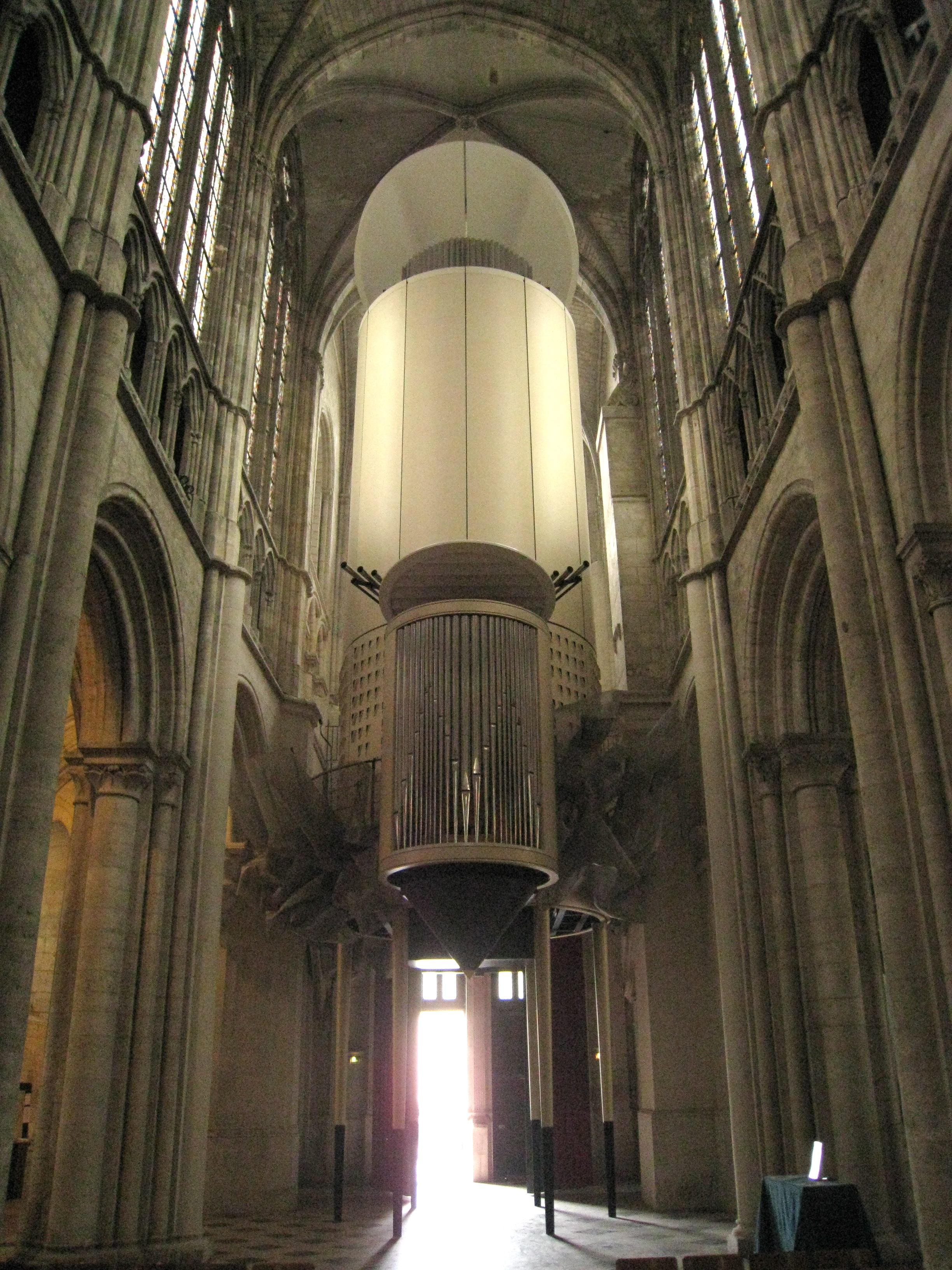
Évreux (Francia), Cattedrale di Notre-Dame, Pascal Quoirin, 2006.
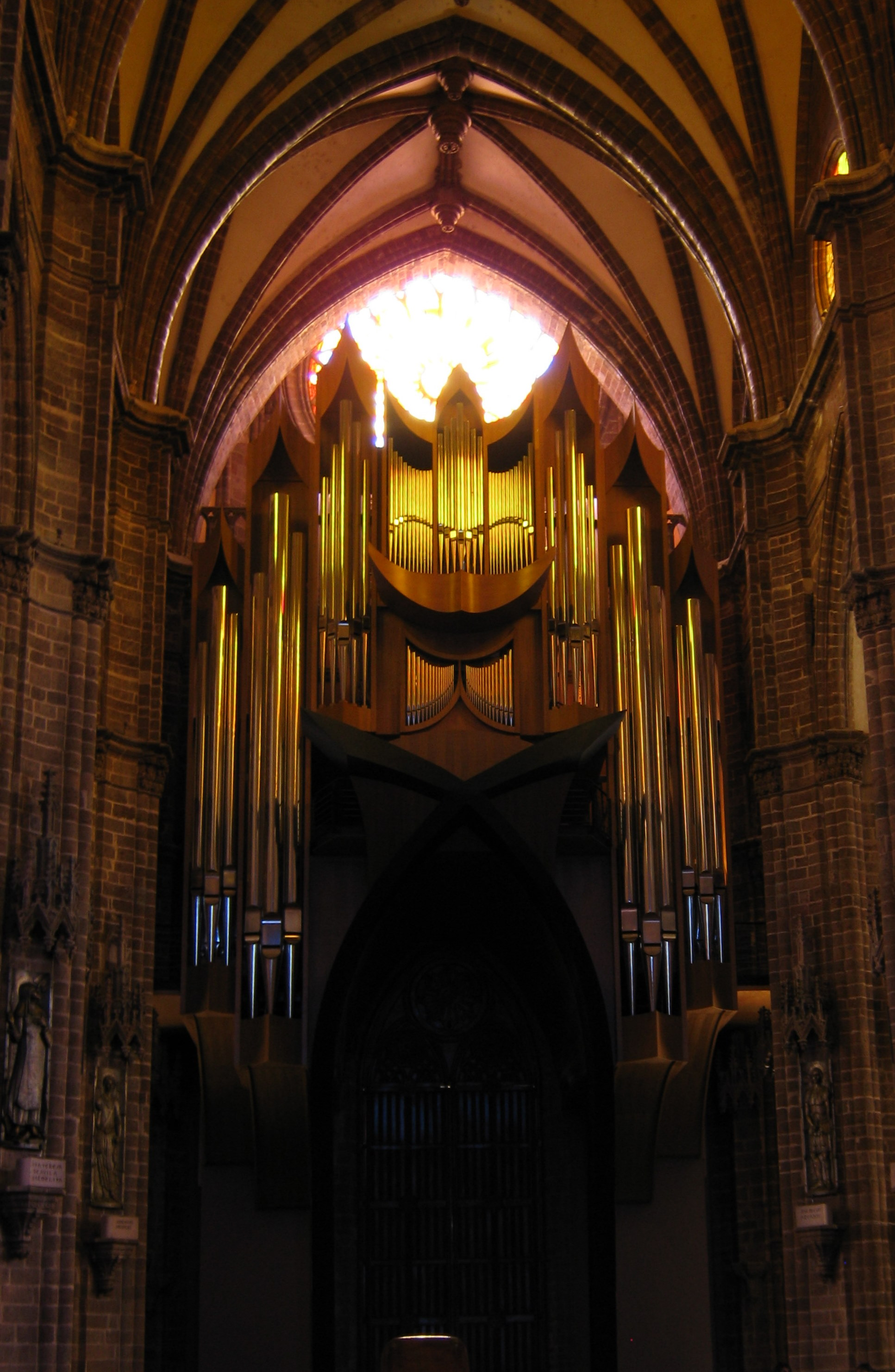
Michoacán (Messico), Santuario Guadalupino a Zamora de Hidalgo, Alexander Schuke, 2008.
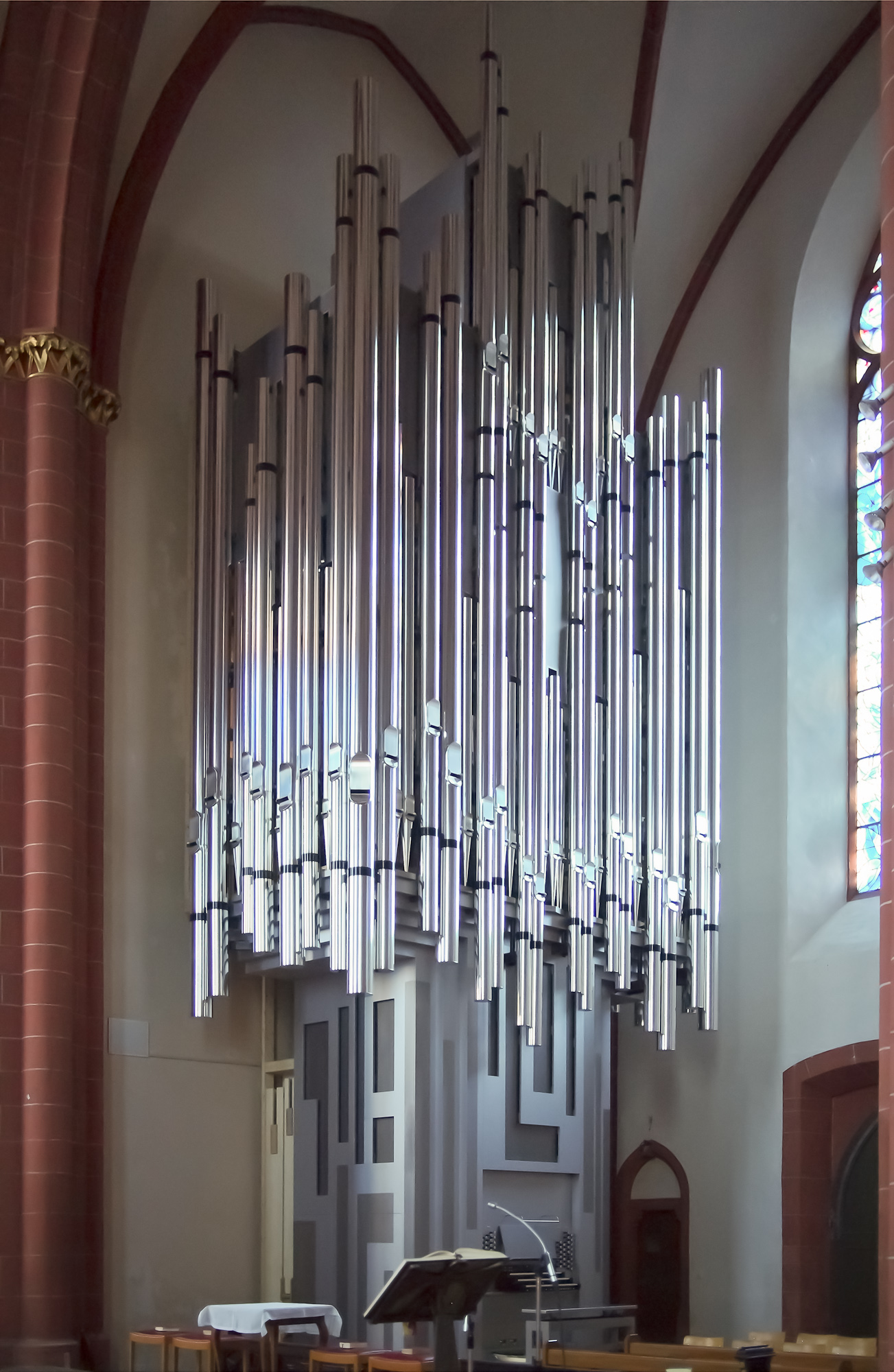
Magonza (Germania), Chiesa di Santo Stefano a Magonza, Johannes Klais Orgelbau, 2012.

## Terminologia
La terminologia dei buffet d'organo si trova tra quelle utilizzate per l'architettura e l'arredamento.
Il "ritorto" è una parte unificata di un buffet. La parte frontale è generalmente composta di due torrette (in terzo punto, rotonde o rettangolari) che inquadrano dei piani ritmati dalle diverse canne. Queste torrette fronti piatti stanno generalmente d'aggetto su uno zoccolo detto anche basamento per la parte anteriore che nasconde la meccanica e l'alimentazione a vento (occupando quest'ultima meno spazio che la parte sonora situata dietro la facciata piana). Una cornice separa queste due parti, talvolta con un fregio e un architrave. Delle cariatidi possono ornare la composizione.
Poiché le canne non hanno la medesima altezza, gli spazi vuoti sopra le canne in facciata messe in mostra sono nascoste da una graticciata composta di motivi ingarbugliati in legno, più o meno lavorato, che tuttavia lascia passare il suono.

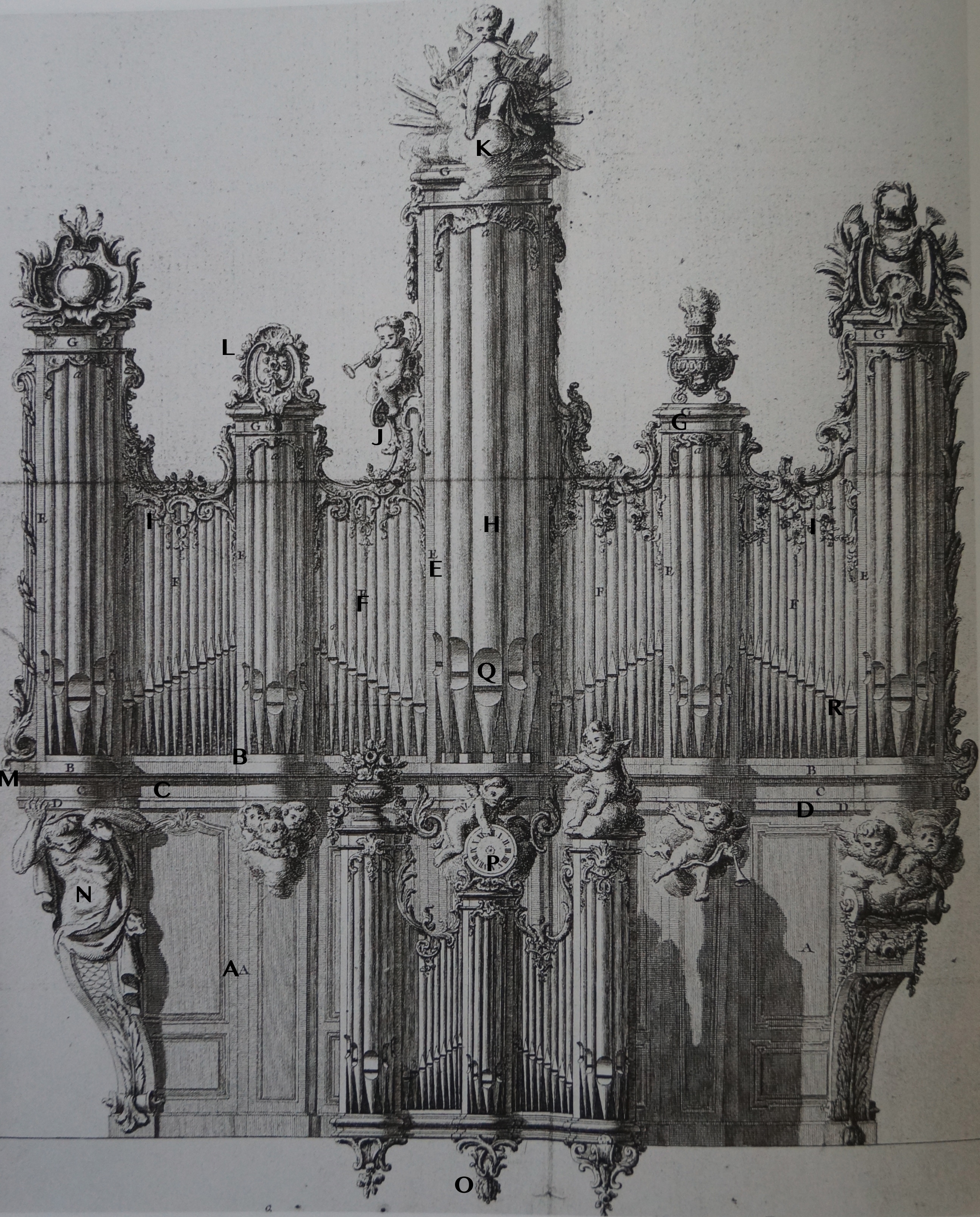
Elevazione d'un buffet d'organo secondo Dom Bedos (le lettere maiuscole indicano gli elementi della terminologia di fronte).

Sopra le torrette si può ritrovare una trabeazione con un ornamento secondo il gusto dell'epoca: arme, putti, croci, orologi o altri motivi decorativi quali coronamenti.
A- Basamento
B- Cornice
C- Fregio
D- Architrave
E- Pilastro
F- Facciata di canne
G- Trabeazione
H- Torrette
I- Graticciata
J- Aletta
K- Coronamento de Grande Organo
L- Fiorone con arme
M- Ala
N- Cariatide
O- Fondo di lampada
P- Coronamento del Positivo
Q- Mostra con bocca detta a stemma in rilievo
R- Mostre con bocca detta in ogiva ad arco appiattito